# Le Prophète (opéra)
Représentations notables
- 24 juillet 1849 : première londonienne au Royal Italian Opera avec Mario, Catherine Hayes et Pauline Viardot
- 21 mars 1884 : première au Metropolitan Opera de New York (version italienne) avec Roberto Stagno, Sofia Scalchi et Alwina Valleria

Personnages
- Jean de Leyde, (ténor)
- Fidès, sa mère (mezzo-soprano)
- Berthe, sa fiancée (soprano)
- Le comte d’Oberthal (baryton)
- Zacharie, un anabaptiste (basse)
- Mathisen, un anabaptiste (baryton)
- Jonas, un anabaptiste (ténor)

Airs
- Prêche anabaptiste « Ad nos, ad salutarem undam » (acte I)
- Pastorale « Pour Berthe, moi je soupire » (acte II)
- Arioso de Fidès « Ah, mon fils sois béni! » (acte II)
- Hymne triomphal « Roi du ciel et des anges » (acte III)
- Complainte de la mendiante « Donnez, donnez pour une pauvre âme » (acte IV)
- Marche du sacre (acte IV)
- Scène et cavatine « O prêtres de Baal… O toi qui m’abandonnes » (acte V)

Le Prophète est un grand opéra en cinq actes de Giacomo Meyerbeer sur un livret d'Eugène Scribe et Émile Deschamps d'après l'Essai sur les mœurs et l'esprit des nations  (1756) de Voltaire. L’intrigue est inspirée de la vie de Jean de Leyde, chef protestant des anabaptistes et auto-proclamé « roi de Sion ». L’action se déroule au XVIe siècle à Dordrecht en Hollande et à Münster en Allemagne.
Créé en français à l’Opéra de Paris, salle Le Peletier, (rebaptisé Théâtre de la Nation après la révolution de 1848) le 16 avril 1849 en présence entre autres de Chopin, Verdi, Théophile Gautier, Delacroix, Tourgueniev et Berlioz, puis en anglais le 24 juillet au Covent Garden de Londres, en allemand l'année suivante à Hambourg, ainsi qu'à Vienne, Lisbonne, Anvers, La Nouvelle-Orléans, Budapest, Bruxelles, Prague, Bâle… c'est un énorme succès qui porte la gloire de Meyerbeer à son apogée. Le compositeur est ainsi le premier Allemand à être nommé Commandeur de la Légion d'Honneur. Il engrange la somme considérable de 44 000 francs (environ 243 500 euros) de droits d'auteur pour la publication de la partition. La centième représentation a lieu après 27 mois, la trois-centième après 273 mois le 15 janvier 1872. L'œuvre est reprise en 1876 au Palais Garnier et 573 représentations seront données jusqu'en 1912. Au XXe siècle, les interprétations du rôle de Fidès par Marilyn Horne sont restées mémorables.
« Archétype du grand opéra », l’œuvre « demeure un drame fascinant, stupéfiant commentaire sur les affaires du siècle, incontournable élément du panorama lyrique de son époque, ainsi que l’occasion d’un spectacle vocal et théâtral incomparable », dont « rien ne justifie son absence du répertoire ».
En 2017, le Deutsche Oper de Berlin, après avoir proposé les années précédentes, Les Huguenots et Vasco de Gama, donne une nouvelle production confiée à Olivier Py, du Prophète. C'est Gregory Kunde qui tient le rôle-titre aux côtés de la Fidès de Clémentine Margaine.
En 2023, le Prophète fait une entrée remarquée au Festival d'Aix-en-Provence, dans une version concert donnée au Grand Théâtre de Provence et retransmise sur France Musique, avec le London Symphony Orchestra sous la direction de Sir Mark Elder avec John Osborn dans le rôle-titre et Elizabeth DeShong dans celui de Fidès,,.

## Sources
Après le triomphe éclatant des Huguenots, Meyerbeer et son librettiste Scribe décident en 1838 de collaborer à nouveau. Le premier août, ils signent un contrat pour un opéra L'Africaine ; malheureusement, Cornélie Falcon, à qui le rôle est destiné, a perdu sa voix lors d’une représentation de Stradella de Louis Niedermeyer le 6 mars 1837. Dans l’attente que la célèbre cantatrice retrouve ses moyens vocaux (ce qui n’arrivera jamais), Meyerbeer et Scribe signent un second contrat le 2 août par lequel le librettiste s’engage à fournir un texte intitulé Le Prophète.
Les thèmes religieux lui ayant réussi, Scribe décide de s’inspirer de la révolution des anabaptistes de Westphalie menée par Hans Bockhold, ou encore Jan Bockelson dit Jean de Leyde (1509 ?-1536). La source principale utilisée par Scribe est l'Essai sur les mœurs et l'esprit des nations (1756), de Voltaire, mais il est probable que le librettiste ait également puisé certains éléments dans le roman Les Anabaptistes de Carl Franz van der Velde (traduit en français en 1826) et dans les Mémoires de Luther (1835) où Jules Michelet a traduit des lettres et des écrits de Luther afin de reconstituer une autobiographie du père du protestantisme et dont un chapitre est consacré aux anabaptistes et à Jean de Leyde.

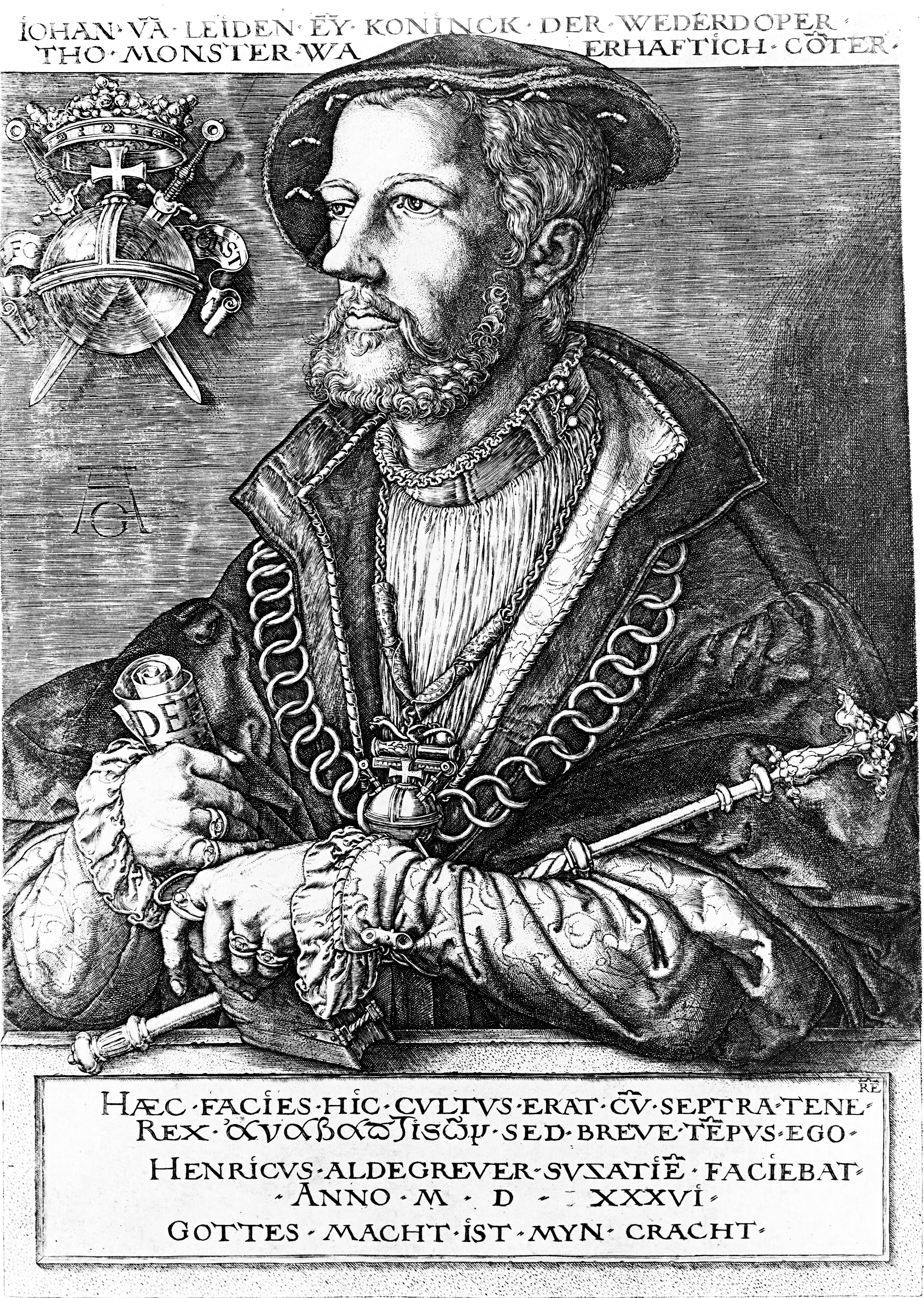
Jean de Leyde, gravure d’Heinrich Aldegraver réalisée en prison quelques jours avant son exécution.

Le livret de Scribe prend de grandes libertés avec la vérité historique. Le véritable Jean de Leyde fut envoyé à Münster en 1533 par son maître Jan Matthijs (qui, dans l’opéra, donne son nom à l’un des trois anabaptistes, Mathisen) afin de convertir la population aux doctrines anabaptistes. La force de conviction de Jean est telle que Matthijs, considéré comme un prophète et venu constater sur place les progrès de son disciple, est porté à la tête de la ville par le conseil des échevins dès son arrivée. Il proclame alors la communauté des biens et la polygynie (une forme de polygamie). À la suite de ce succès des anabaptistes, le prince-évêque Franz von Waldeck vient assiéger la ville. Matthijs a alors la vision selon laquelle les assiégeants seront vaincus sans combattre. Il prend la tête d’une petite troupe et affronte les lignes ennemies… qui le massacrent aussitôt (5 avril 1534). Jean épouse alors la veuve de son maître et s’autoproclame roi de la Jérusalem céleste (Münster). Il organise la résistance de la cité et repousse avec succès plusieurs assauts. Il est cependant trahi en juin 1535 et capturé. Condamné à mort, il est exécuté avec deux de ses disciples le 22 janvier 1536, à l’issue d’une longue séance publique de tortures. Leurs restes sont placés dans trois cages en fer hissées en haut de la tour de l’église Saint-Lambert, cages que l’on peut toujours voir aujourd’hui.
Jean de Leyde est le plus souvent présenté comme un chef tyrannique et brutal qui n’aurait pas hésité à faire décapiter en place publique une de ses dix-sept épouses après qu’elle s'est opposée à lui. Tout en prônant l’abolition de la propriété et l’usage dégradant de l’argent, il aurait accumulé les richesses et aurait soumis les citoyens de la ville de Münster au travail forcé.
Scribe ne pouvait être que séduit par le destin du véritable Jean de Leyde, de l’obscurité de ses origines au triomphe de son couronnement (dont Voltaire souligne le caractère magnifique et somptueux), puis à sa trahison et à sa mort atroce. Les exactions avérées des anabaptistes et les péripéties sanglantes propres à l’époque constituent un contexte particulièrement dramatique et propre à frapper l’imagination du spectateur. Scribe emprunte également à Michelet l’idée que Jean de Leyde se présente comme un prophète qui aurait eu la prémonition de son destin royal bien avant son arrivée à Münster.

## Argument
L’action de l’opéra se déroule dans la première moitié des années 1530.

### Acte I
Une campagne aux environs de Dordrecht en Hollande. Au fond coule la Meuse ; à droite, un château-fort avec un pont-levis et des tourelles ; à gauche, les fermes et les moulins dépendant du château.

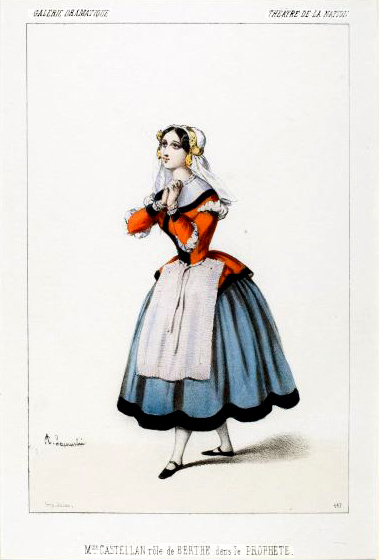
Costume de Berthe au premier acte lors de la création de l’œuvre à Paris en 1849.

- No 1 : Prélude et chœur pastoral « La brise est muette » : c’est le matin. Les paysans et les meuniers partent travailler, les ailes des moulins commencent à tourner.
- No 2 : Air « Mon cœur s’élance et palpite » : Berthe, une jeune paysanne, est tout heureuse à l’idée de pouvoir épouser celui qu’elle aime.
- No 3 : Scène « Fidès, ma bonne mère » : elle accueille sa future belle-mère, Fidès, qui la bénit et met à son doigt un anneau de fiancée. Avant de partir pour Leyde où Fidès tient une auberge avec son fils, Berthe doit obtenir de son suzerain, le comte d’Oberthal, l’autorisation de quitter le pays et de se marier. Les deux femmes se dirigent vers le château du comte, mais elles sont arrêtées par trois hommes vêtus de noir.
- No 4 : Prêche anabaptiste « Ad nos, ad salutarem undam » et récitatif : ce sont trois anabaptistes, Zacharie, Mathisen et Jonas, qui appellent les paysans à la révolte. Ces derniers s’arment de fourches et de bâtons et se dirigent vers le château, mais tous s’arrêtent à la vue du comte d’Oberthal et de ses soldats. Le comte fait mine de vouloir arrêter les trois anabaptistes qui préfèrent ne pas s’éterniser. Apercevant Berthe, Oberthal demande à la jeune fille les raisons de sa présence.
- No 5 : Romance à deux voix « Un jour, dans les flots de la Meuse » : Berthe raconte que depuis le jour où Jean, le fils de Fidès, la sauva de la noyade, elle est tombée amoureuse du jeune homme. Elle demande alors au comte l’autorisation de quitter le pays pour pouvoir épouser celui qu’elle aime.
- No 6 : Récitatif et Final « Eh quoi ! tant de candeur » : Oberthal trouve la jeune fille trop à son goût pour la laisser partir. Fidès demande alors aux paysans toujours présents de sauver l’honneur de la jeune fille, mais aucun d’eux n’ose affronter le comte même si tous réprouvent sa tyrannie. Afin de faire cesser cette agitation, Oberthal ordonne à ses soldats d’arrêter les deux femmes. Honteux de leur manque de courage, les paysans regardent le château d’un air menaçant tandis que l’on entend au loin le prêche des trois anabaptistes.

### Acte II
L’intérieur de l’auberge de Jean et de Fidès dans les faubourgs de Leyde en Hollande. Au fond, porte et croisées donnant sur la campagne. Portes à droite et à gauche de la scène.

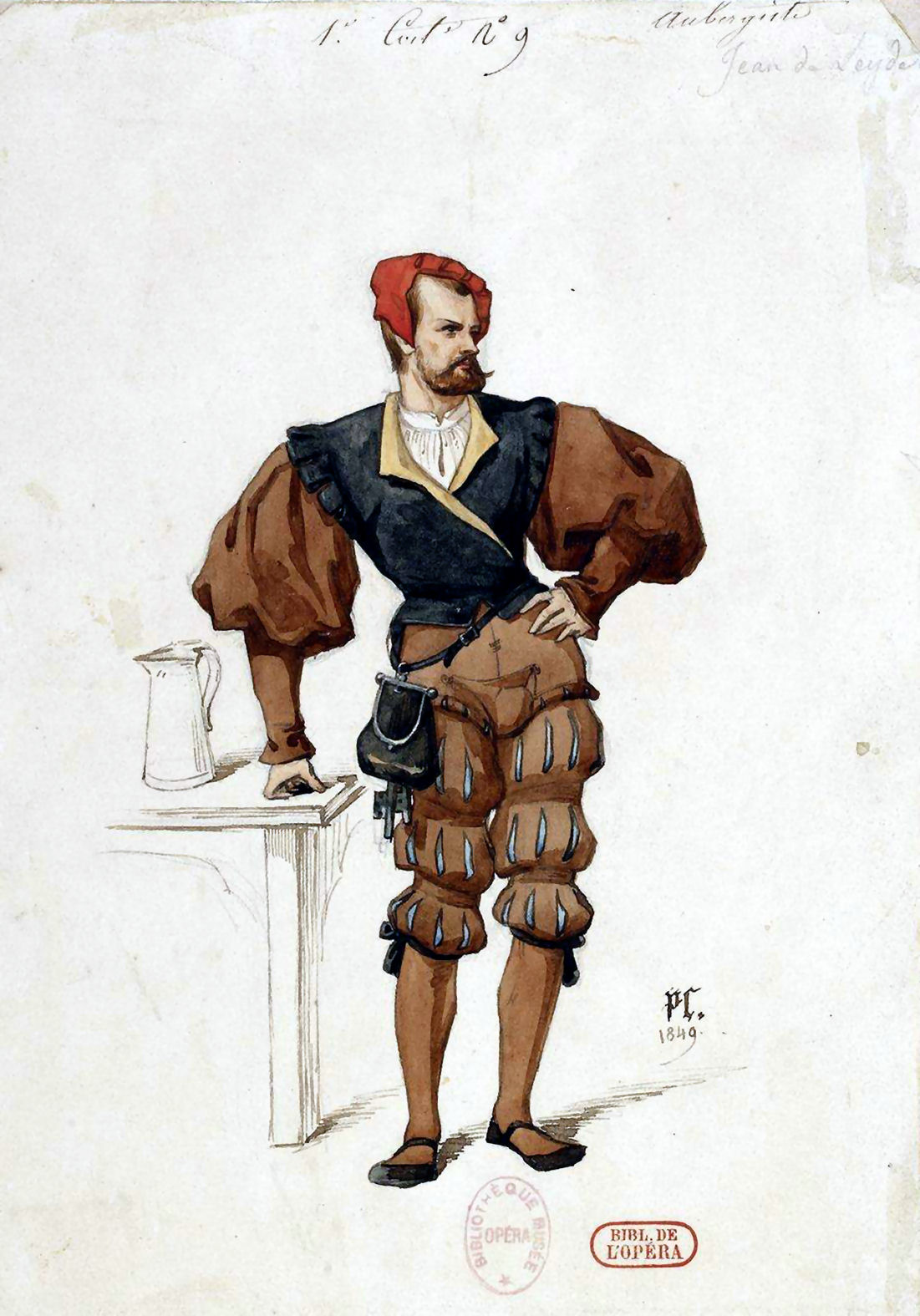
Costume de Jean au deuxième acte lors de la création de l’œuvre à Paris en 1849.

- No 7 : Valse villageoise « Valsons toujours » et scène : des villageois valsent à l’intérieur et à l’extérieur de l’auberge tandis que Jean apporte de la bière à ses clients. Les trois anabaptistes, présents dans la salle, sont frappés de la ressemblance de Jean avec un tableau représentant le roi David dans la cathédrale de Münster. Après avoir demandé des renseignements sur Jean à quelques clients de l’auberge, les trois anabaptistes parlent entre eux de façon que personne ne les entende. Pendant ce temps, Jean, inquiet de ne pas voir rentrer sa mère et sa fiancée, néglige ses clients qui, lassés, décident de partir.
- No 8a : Récitatif « Ami, quel nuage obscurcit ta pensée » : les trois anabaptistes demandent à Jean l’origine de ses soucis. Le jeune homme raconte alors qu’il est troublé par un rêve obsédant.
- No 8b : Récit du songe « Sous les vastes arceaux d’un temple » : dans ce rêve, Jean couronné trône au milieu d’une foule qui semble le vénérer. Soudain, tous sont emportés par des flots de sang tandis que s’élève une clameur maudissant le jeune homme à laquelle s’oppose une seule voix réclamant la clémence. Pour les trois anabaptistes, ce rêve est clairement la prémonition que Jean sera bientôt roi.
- No 9 : Pastorale « Pour Berthe, moi je soupire » : le jeune homme répond ne pas être intéressé. La seule chose à laquelle il tient est l’amour de sa fiancée. Refusant de partir avec les trois anabaptistes, ces derniers quittent l’auberge.
- No 10a : Scène « Ils partent, grâce au ciel » : à peine les anabaptistes sont-ils partis que Berthe surgit, pâle, nu-pieds et échevelée. Oberthal conduisait ses deux prisonnières vers un nouveau lieu de détention lorsque Berthe a réussi à s’échapper. Jean lui indique aussitôt une cachette. Mais voici Oberthal qui demande à Jean de lui livrer sa fiancée ; s’il refuse, Fidès sera assassinée sous ses yeux.
- No 10b: Morceau d’ensemble « Ah ! cruel, prenez ma vie » : lorsqu’il constate que le comte va mettre sa menace à exécution, Jean décide de livrer Berthe. Celle-ci est capturée par les soldats.
- No 11: Arioso « Ah ! mon fils sois béni » : restés seuls, Fidès tente de consoler son fils, mais ce dernier, silencieux et apparemment calme, invite sa mère à se remettre de ses émotions dans sa chambre.
- No 12a: Scène « Ô fureur ! le Ciel ne tonne pas » : Jean explose soudain et prend le Ciel à témoin des événements qui viennent de se dérouler. Dès qu’il entend les trois anabaptistes prêcher à l’extérieur, il les fait rentrer dans l’auberge et leur demande s’il peut toujours devenir roi.
- No 12b: Première partie du quatuor « Oui, c’est Dieu qui t’appelle » : les trois hommes lui exposent alors leur plan : les anabaptistes de la ville de Münster (dont le gouverneur n’est autre que le père du comte d’Oberthal) attendent le prophète qui les délivrera de la tyrannie. Ils sont convaincus que Jean est ce prophète tant attendu, mais il doit abandonner tout lien terrestre et ne plus jamais revoir sa mère. Le jeune homme hésite quelques instants mais Zacharie lui promet qu’une fois roi, il pourra se venger d’Oberthal.
- No 12c: Deuxième partie du quatuor « Ô sainte extase qui nous embrase » : Jean est cette fois convaincu. Il n’ose pas embrasser une dernière fois sa mère de peur de ne plus avoir le courage de la quitter et suit les trois anabaptistes.

### Acte III

#### 1ertableau
Le camp des anabaptistes dans une forêt de Westphalie. Un étang glacé s’étend jusqu’à l’horizon perdu dans la brume et est bordé à gauche et à droite de la scène par la forêt. Sur les rives de l’étang sont dressées les tentes des anabaptistes.

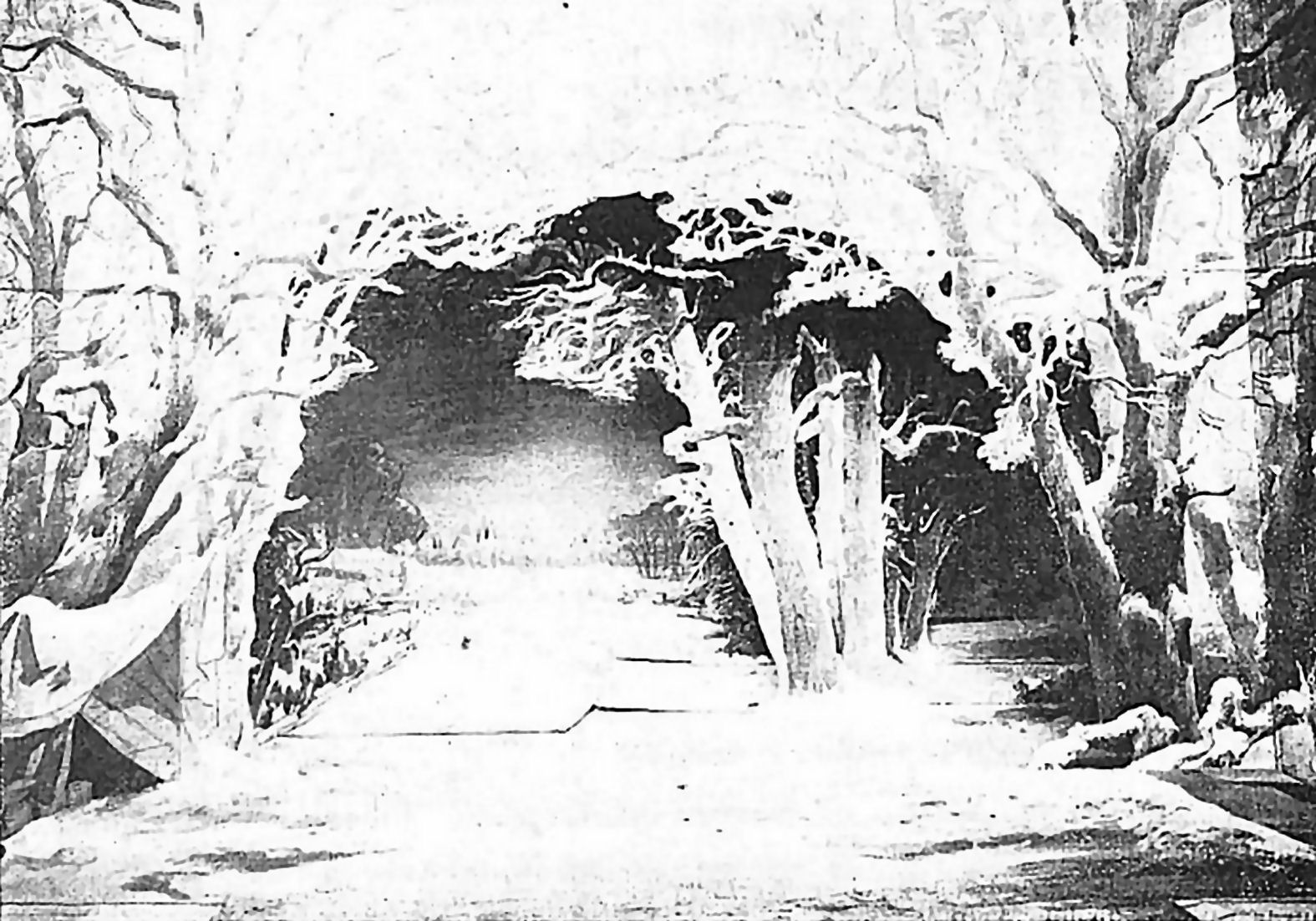
Maquette du décor d’Édouard Desplechin de l’acte III pour la création de l’œuvre à Paris en 1849.

- No 13: Entracte, chœur des anabaptistes « Du sang ! que Judas succombe » et récitatif : le soir tombe. Des soldats anabaptistes ramènent, sous la menace de haches, un groupe de prisonniers constitué de nobles richement vêtus et de moines. Alors que tous les captifs vont être massacrés, Mathisen s’interpose en rappelant qu’il serait préférable de ne les exécuter qu’une fois la rançon demandée et payée.
- No 14: Couplet de Zacharie « Aussi nombreux que les étoiles » et scène : Zacharie surgit et annonce que les soldats anabaptistes menés par Jean ont remporté de nouvelles victoires.
- No 15: Chœur des patineurs « Voici les fermières, lestes et légères » : des fermières arrivent en patinant sur l’étang pour apporter des victuailles que les anabaptistes payent avec toutes les richesses volées à leurs prisonniers. Puis, les fermières sont invitées à danser par les soldats. Les festivités se poursuivent jusqu’à la tombée de la nuit.
- No 16a: Valse.
- No 16b: Pas de la rédowa.
- No 16c: Quadrille.
- No 16d: Galop.

#### 2etableau
L’intérieur de la tente de Zacharie, quelques instants après.
- Scène « Tu reviens de Munster » : Mathisen est inquiet : la ville de Münster refuse de se rendre et les armées de l’empereur approchent. Si les anabaptistes n’arrivent pas à se réfugier dans la ville, ils seront écrasés. Zacharie décide alors de lancer une attaque nocturne que Mathisen conduira.
- No 17a: Première partie du trio bouffe « Sous votre bannière que faudra-t-il faire ? » : Zacharie ne reste pas seul longtemps. Jonas entre avec un inconnu qui errait autour du camp. C’est Oberthal que, l’obscurité aidant, personne ne reconnait. Le comte profite de cette méprise et prétend qu’il cherche à s’enrôler dans l’armée des anabaptistes. Zacharie et Jonas lui font alors jurer de respecter les paysans et les pauvres mais de massacrer sans pitié les nobles et les bourgeois, après les avoir dépouillés de leurs richesses. Planifiant l’attaque de Münster, Zacharie et Jonas jurent également de massacrer son gouverneur et le fils de ce dernier qui n’est autre que le comte d’Oberthal lui-même.
- No 17b: Deuxième partie du trio bouffe « La flamme scintille » : Jonas allume finalement la lampe et les deux anabaptistes reconnaissent immédiatement Oberthal.
- No 17c: Troisième partie du trio bouffe « Grand Dieu, ta juste colère » et scène : Zacharie et Jonas d’un côté, Oberthal de l’autre, se menacent des pires châtiments. Zacharie appelle des soldats et leur ordonne d’emmener immédiatement le comte au supplice. Jean arrive alors. Lassé de tous les massacres dont sont responsables les anabaptistes, il souhaite partir et retrouver sa mère. Apprenant la condamnation à mort d’un prisonnier, il décide de lui faire grâce ne souhaitant plus que le sang soit versé en son nom. Lorsqu’il apprend que celui à qui il vient de faire grâce est Oberthal, il exige de rester seul avec lui quelques instants. Le comte lui apprend que Berthe est toujours vivante : pour échapper à la lubricité du comte, elle s’est jetée dans les douves du château et a réussi à s’enfuir. Elle se serait réfugiée à Münster. Jean décide finalement d’attaquer la ville pour retrouver sa fiancée qui décidera elle-même du sort d’Oberthal. Mathisen surgit alors et annonce que l’attaque surprise qu’il a dirigée a lamentablement échoué.

#### 3etableau
Le camp des anabaptistes.
- No 18: Chœur des soldats révoltés « Par toi, Munster nous fut promis » : les rescapés de l’attaque avortée reprochent à Jean de n’avoir pas réussi à prendre la ville.
- No 19: Scène « Qui vous a sans mon ordre entraînés » et récitatif : Jean leur répond qu’il n’a pas décidé cette attaque qui était vouée à l’échec. Les soldats tombent à genoux et prient Dieu de leur pardonner. Soudain, Jean semble frappé d’une extase mystique et déclare à tous qu’une vision le guide vers la victoire.
- No 20: Hymne triomphal « Roi du ciel et des anges » : tous reprennent courage en entonnant un hymne à la gloire de Dieu et de Jean, son prophète. Les soldats se mettent en ordre de marche tandis que le soleil se lève, dissipant la brume et révélant au-delà de l’étang glacé les remparts de la ville de Münster que Jean désigne de la main.

### Acte IV

#### 1ertableau
La place de l’hôtel de ville de Münster à laquelle plusieurs rues aboutissent. À droite, quelques marches conduisant à la porte de l’hôtel de ville.

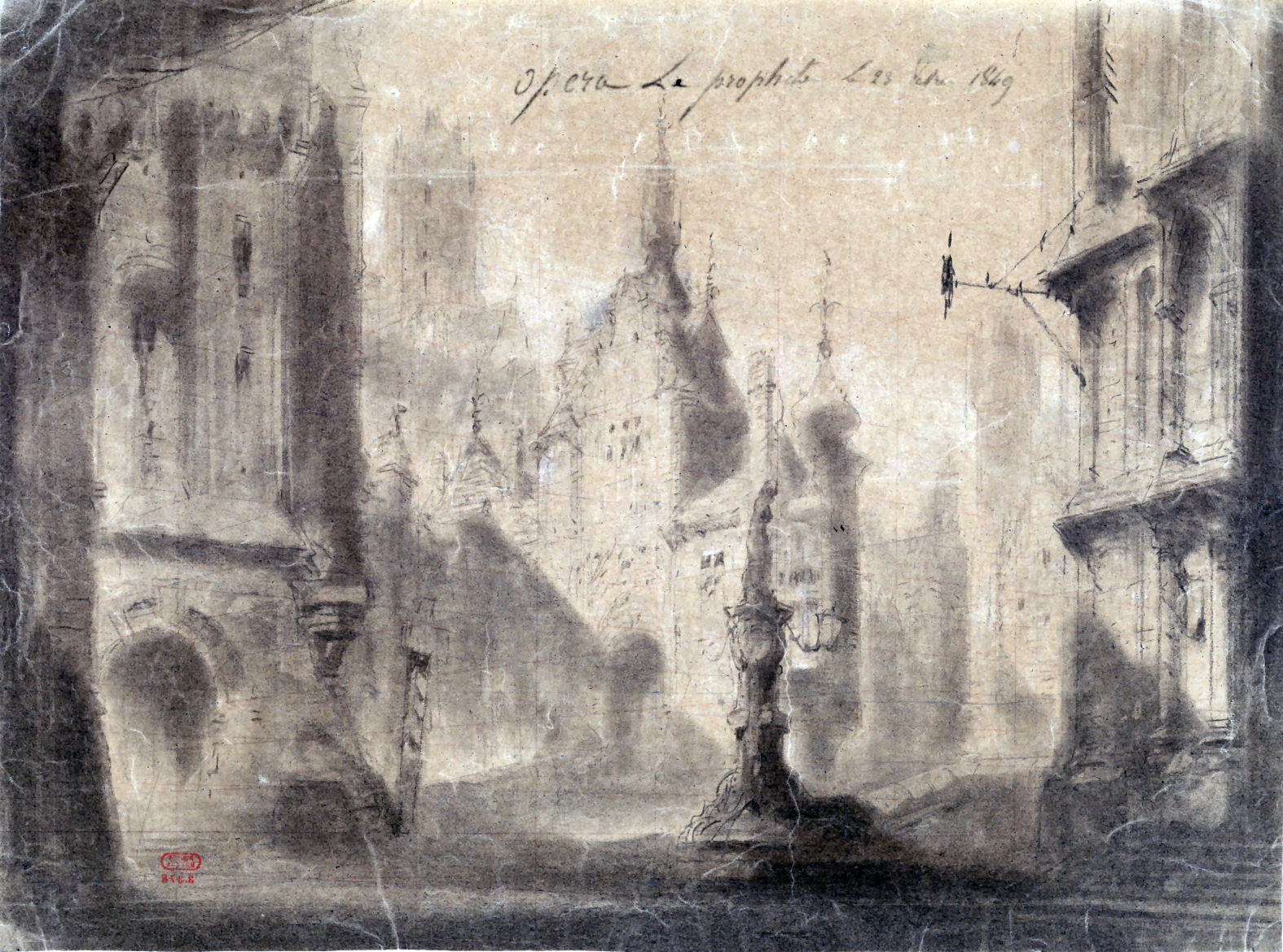
Esquisse de décor du premier tableau du quatrième acte par Charles-Antoine Cambon pour la création de l’œuvre à Paris en 1849.

- No 21: Entracte et chœur des bourgeois « Courbons notre tête ! » : les bourgeois de la ville sont rançonnés par les troupes de Jean qui ont finalement remporté la victoire.
- No 22: Complainte de la mendiante « Donnez, donnez pour une pauvre âme » et scène : Fidès s’assied sur une borne et demande l’aumône pour payer une messe pour le repos de son fils qu’elle croit mort.
- No 23a: Scène « Un pauvre pèlerin » : Berthe, vêtue d’habits de pèlerin, arrive sur la place. Elle reconnaît Fidès et les deux femmes tombent dans les bras l’une de l’autre.
- No 23b: Première partie du duo « Pour garder à ton fils le serment » : Berthe raconte qu’après avoir réussi à échapper au comte d’Oberthal, elle a cherché Jean et sa mère dans leur auberge à Leyde. Des voisins lui ont indiqué qu’ils seraient partis à Münster. Berthe s’est aussitôt remise en route pour tenter de les retrouver.
- No 23c: Deuxième partie du duo « Dernier espoir, lueur dernière » : Fidès apprend alors à la jeune fille que son fils est mort : elle n’a retrouvé que ses vêtements ensanglantés tandis qu’un inconnu prétendait avoir été le témoin de son assassinat ordonné par le prophète des anabaptistes.
- No 23d: Troisième partie du duo « Dieu me guidera ! » : Berthe décide alors d’assassiner le prophète, tandis que Fidès prie Dieu de lui apporter le repos éternel. Exaltée, la jeune fille s’enfuit vers le palais du prophète alors que Fidès tente vainement de la rattraper.

#### 2etableau
L’intérieur de la cathédrale de Münster.

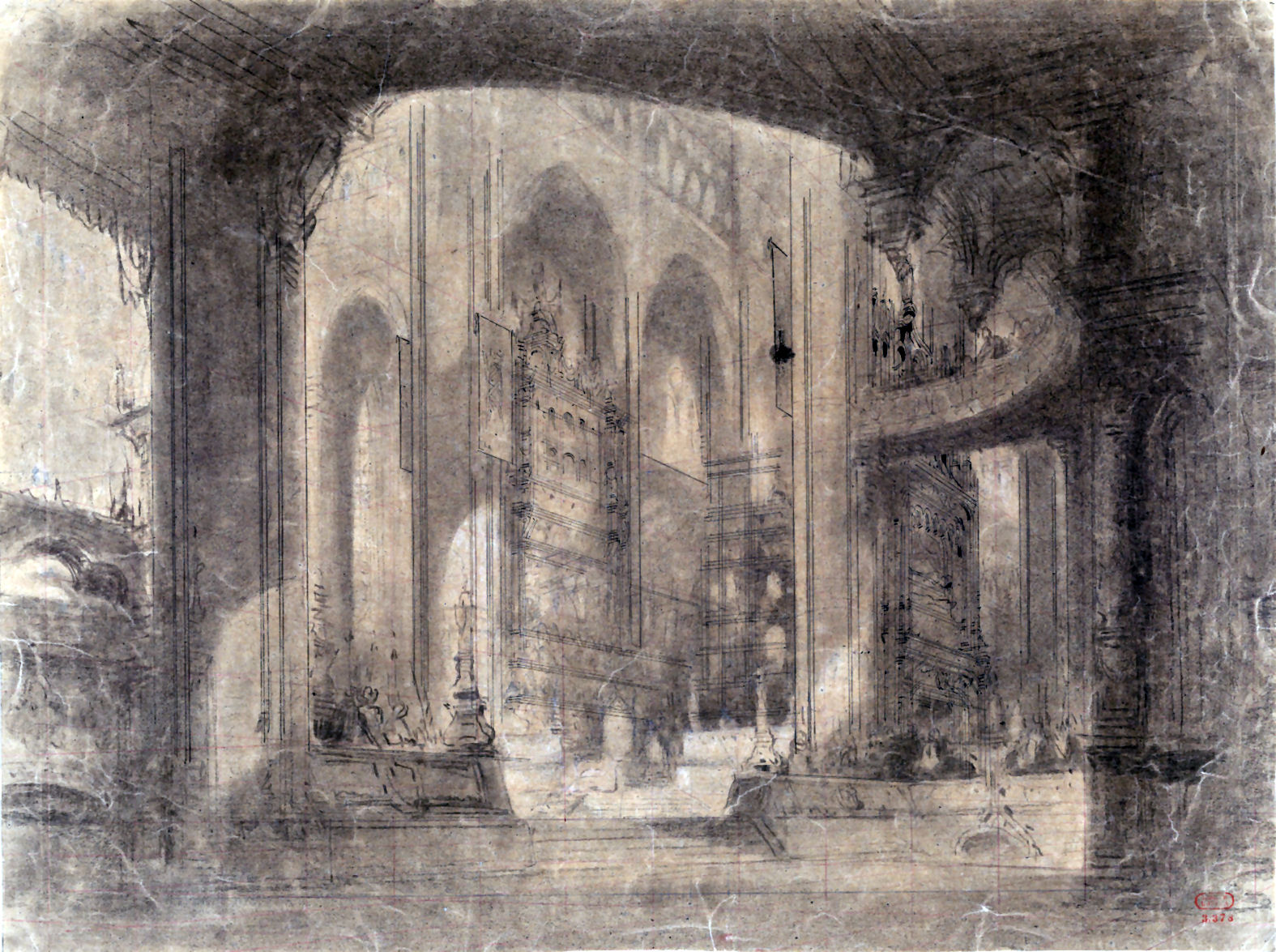
Esquisse de décor du deuxième tableau du quatrième acte par Charles-Antoine Cambon pour la création de l’œuvre à Paris en 1849.

- No 24: Marche du sacre : les grands électeurs portent en procession la couronne, le sceptre, la main de justice et le sceau de l’État qui vont être remis à Jean pour son couronnement.
- No 25a: Prière et imprécation « Domine salvum fac regem » : pendant le déroulement du couronnement, Fidès est entrée dans la cathédrale pour prier. Apprenant la présence du prophète, elle le maudit, mais personne ne lui prête attention.
- No 25b: Chœur d’enfants et chœur général « Le voilà, le roi prophète » : le couronnement s’achève tandis que l’assistance s’émerveille des miracles déjà accomplis par le prophète dont on dit qu’il est le fils de Dieu et qu’aucune femme ne l’a conçu.
- No 25c: Scène « Mon fils ! » : Jean paraît couronné. Tous se prosternent devant lui. Fidès, qui a fini sa prière, se relève alors ; elle seule et Jean sont désormais debout. Elle reconnaît immédiatement son fils et ne peut s’empêcher de l’interpeler. Réprimant son envie d’embrasser sa mère, et sachant que la vie de celle-ci est désormais menacée, il lui demande qui elle est.
- No 25d: Couplets « Je suis hélas ! je suis la pauvre femme » : choquée, Fidès répond qu’elle est sa mère, suscitant la surprise, la réprobation mais aussi le doute parmi l’assistance. Certains commencent même à se demander si Jean ne serait pas un imposteur. Les trois anabaptistes accusent alors Fidès de blasphème et s’apprêtent à la poignarder.
- No 25e: Morceau d’ensemble « Arrêtez ! » : Jean défend aux anabaptistes de lever la main sur une femme qui est manifestement démente et que seul un miracle pourrait sauver.
- No 25f: L’exorcisme « Tu chérissais ce fils » : Jean s’approche alors de sa mère. Il demande à ses soldats de le transpercer de leur épée si Fidès confirme à nouveau être sa mère. Il demande alors à Fidès de répéter ce qu’elle vient de dire. Terrorisée à l’idée de pouvoir être responsable de la mort de son fils, Fidès reconnaît publiquement s’être trompée. Tous crient au miracle tandis que Jean quitte la cathédrale avec sa suite.

### Acte V

#### 1ertableau
Un caveau voûté dans le palais de Münster : à gauche, un escalier par lequel on descend dans le caveau. À droite, une porte de fer s’ouvrant sur un tunnel qui débouche à l’extérieur de la ville.

- No 26: Entracte et scène « Ainsi, vous l’attestez » : afin d’avoir la vie sauve, les trois anabaptistes décident de livrer Jean à l’empereur dont les armées assiègent la ville. Ils empruntent le tunnel pour rejoindre les forces impériales.
- No 27a: Scène « Ô prêtres de Baal » : des soldats amènent Fidès dans le caveau où elle est retenue prisonnière. Celle-ci est déchirée par des sentiments contradictoires : elle aime encore son fils mais elle exècre ce qu’il est devenu, un faux prophète qui se prétend fils de Dieu et qui dirige des armées responsables de nombreux crimes.
- No 27b: Cavatine « Ô toi qui m’abandonnes » : finalement, Fidès semble prête à pardonner les fautes de son fils, tout en souhaitant que la mort vienne la délivrer de tous ses maux.
- No 27c: Air « Comme un éclair précipité » : un soldat annonce à Fidès la visite du prophète. Elle reprend alors un peu espoir et prie pour que son fils se repente et reprenne le droit chemin.
- No 28a: Scène « Ma mère ! ma mère ! » : Jean arrive enfin et demande à sa mère de lui pardonner.
- No 28b: Première partie du grand duo « Mon fils ? je n’en ai plus ! » : Fidès reproche son comportement à son fils. Jean essaie de se justifier en rappelant qu’il souhaitait se venger des exactions du comte d’Oberthal. La seule façon pour Jean d’obtenir le pardon de sa mère est de renoncer à son pouvoir et à ses richesses et de ne plus se prétendre prophète.
- No 28c: Deuxième partie du grand duo « À la voix de ta mère » : d’abord réticent à abandonner à leur sort tous ceux qui lui ont fait confiance, Jean se laisse peu à peu convaincre.
- No 28d: Troisième partie du grand duo « Ah ! viens, il est temps encore » : Jean accepte de suivre sa mère qui lui pardonne toutes ses fautes.
- No 29a: Scène « Voici le souterrain et la dalle de pierre » : renseignée par un membre de sa famille sur l’existence de passages secrets, Berthe pénètre dans le caveau afin d’accéder à la poudrière et faire sauter le palais et tous ses habitants. Dès qu’elle aperçoit Jean, elle se jette dans ses bras et s’apprête à fuir avec lui et Fidès, abandonnant sa mission vengeresse.
- No 29b: Première partie du trio « Loin de la ville » : Jean, Berthe et Fidès, enfin réunis, rêvent à leur vie future, paisible et pleine de félicité. Un soldat vient cependant prévenir Jean que les troupes impériales, aidées par les trois anabaptistes, envahissent la ville et vont bientôt pénétrer dans le palais.
- No 29c: Deuxième partie du trio « Ô spectre, ô spectre épouvantable ! » : Berthe réalise soudain que Jean et le prophète ne sont qu’une seule et même personne. Choquée, elle maudit son fiancé puis se poignarde. Ayant perdu à jamais celle qu’il aimait, Jean décide de mourir également et d’entraîner dans la mort tous ses ennemis. Il ordonne aux soldats de mettre Fidès à l’abri, loin du palais.

#### 2etableau
La grande salle du palais de Münster. Une table placée sur une estrade s’élève au milieu de la scène.

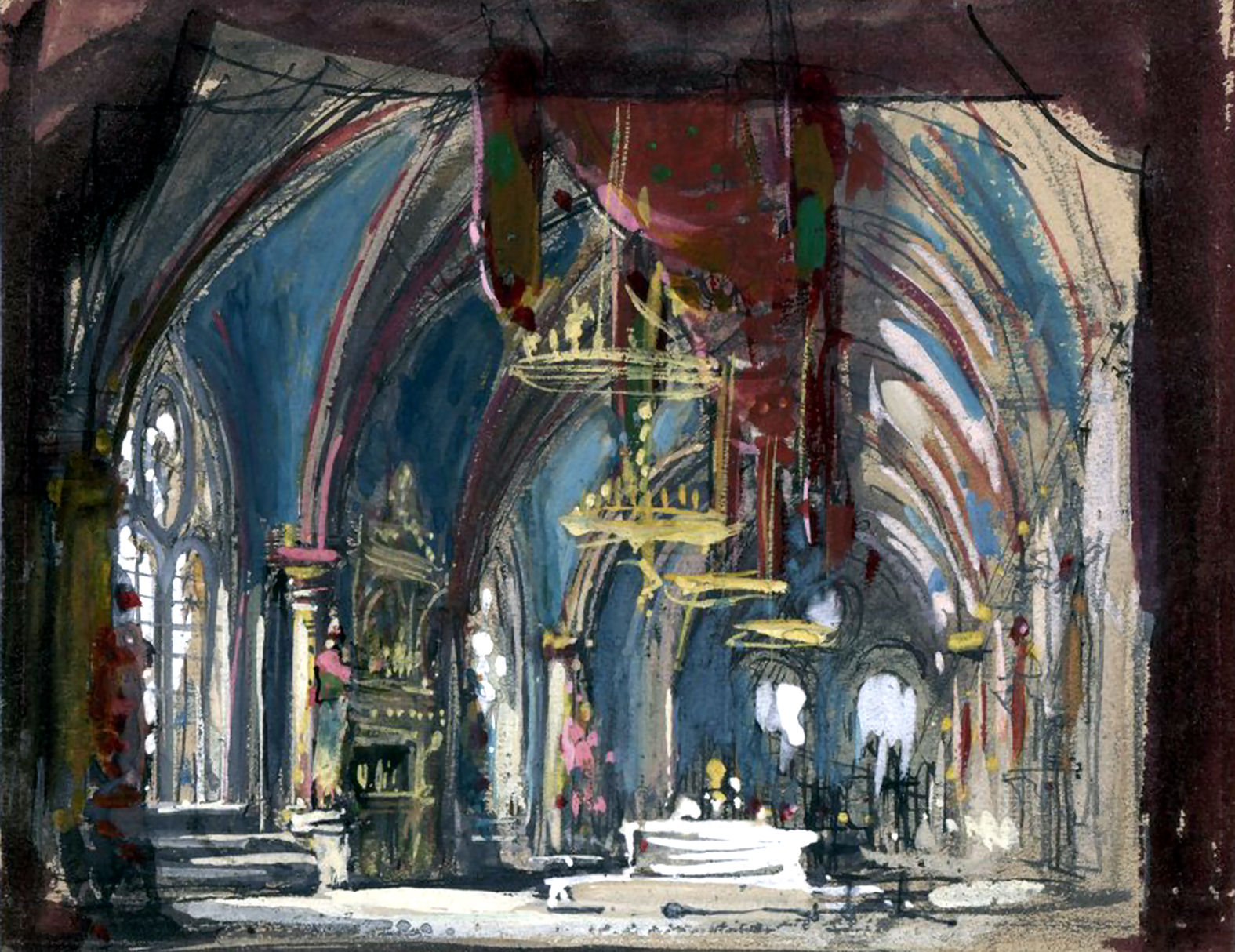
Esquisse de décor du deuxième tableau du cinquième acte par Philippe Chaperon pour la première de l’œuvre à l’Opéra Garnier (1876).

- No 30a: Bacchanale (chœur dansé) « Gloire, gloire au prophète » : les soldats anabaptistes font ripaille et chantent la gloire de leur prophète. Des jeunes filles dansent pour eux tandis que d’autres leur apportent vin et nourriture. Les trois anabaptistes surveillent Jean en espérant qu’il sera suffisamment ivre pour pouvoir être capturé facilement. Jean, de son côté, prévient ses soldats qu’ils doivent se tenir prêts à fermer toutes les portes du palais dès qu’ils en recevront l’ordre.
- No 30b: Couplets bachiques « Versez, que tout respire l’ivresse » : Jean encourage tous à s’enivrer et demandent aux trois anabaptistes de se tenir à ses côtés en récompense de leur fidélité. Soudain, Oberthal à la tête de soldats impériaux surgit dans la salle. Il exige qu’on exécute sans délai le faux prophète, demande à laquelle se joignent avec empressement les trois anabaptistes. Dans la confusion, personne ne réalise que les portes du palais ont toutes été fermées. Une explosion effroyable se produit alors et les flammes gagnent de tous côtés. Un mur s’effondre, ce qui permet à Fidès de rejoindre son fils.
- No 30c: Duo final avec chœur « Ah ! viens, divine flamme » : Jean et sa mère se jettent dans les bras l’un de l’autre pour un dernier adieu, tandis que tous essaient vainement de s’échapper du brasier qui se propage de plus en plus. L’estrade sur laquelle Jean et Fidès s’écroule soudain au milieu des flammes qui envahissent toute la scène.

## Genèse

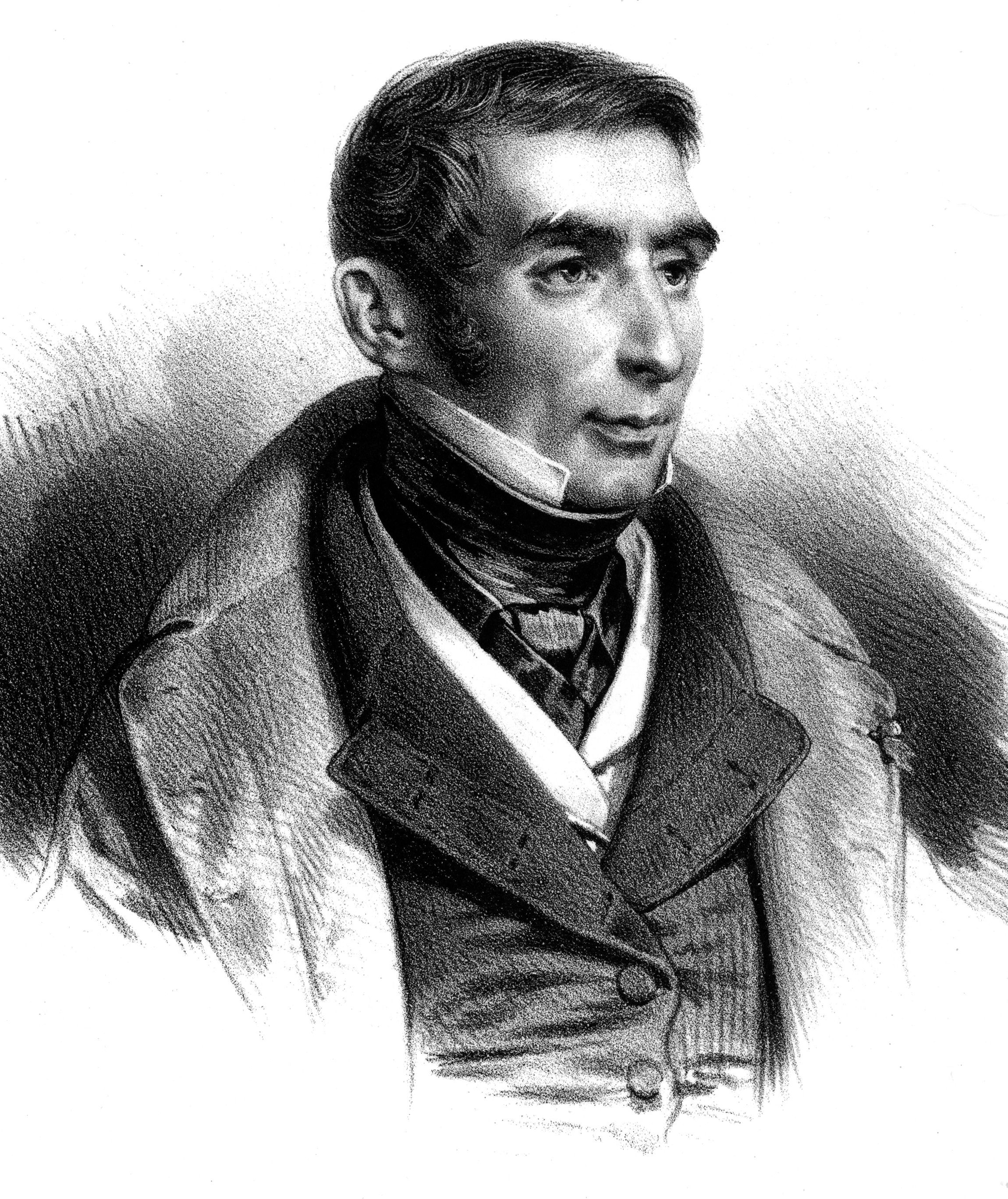
Eugène Scribe, vers 1834, peu après son élection à l’Académie française : lithographie de Bernard-Romain Julien.

Il semble que Scribe ait envisagé d’écrire un livret sur la révolte des anabaptistes dès le 15 octobre 1835 et qu’il en ait fait part à Meyerbeer au cours du mois de décembre de la même année, soit quelques semaines avant la création des Huguenots.
Pourtant, le contrat par lequel Scribe s’engage à fournir un texte intitulé Le Prophète n’est signé que le 2 août 1838. Meyerbeer rencontre son librettiste le 7 septembre en son domaine de Séricourt, près de La Ferté-sous-Jouarre. Une semaine après cette entrevue, il lui adresse une liste de recommandations écrites puis une série de réunions de travail est planifiée (les 19 septembre, 30 septembre, 6 octobre, 25 octobre, 29 octobre et 6 novembre) afin de suivre l’avancement de la rédaction du livret. La fin novembre et le mois de décembre 1838 sont consacrés à une reprise des Huguenots et il faut attendre le début de l’année 1839 pour que le journal de Meyerbeer fasse à nouveau mention de réunions ayant pour sujet le nouvel opéra (16 et 26 janvier, puis 27 mars). Le 9 juin 1839, il est établi que Meyerbeer a commencé la composition.
Une lettre adressée par Meyerbeer à Scribe le 30 novembre 1839 fait état de nouvelles demandes de modifications concernant le texte des deux premiers actes. La composition se poursuit tout au long de l’année 1840 au cours de laquelle Meyerbeer étudie la partition de l’oratorio de Haendel, Joshua puis assiste à une représentation de Jephta, afin de mieux se familiariser à l’esprit des oratorios bibliques. Meyerbeer achève sa partition au début de l’année 1841 et dépose la partition chez son avoué le 24 mars afin de respecter les clauses du contrat signé avec Scribe. Il composera cependant quelques morceaux supplémentaires pendant une cure à Alexisbad en Allemagne en septembre-octobre 1841.
À la suite de rumeurs faisant état de difficultés relatives à la création, un nouveau contrat est signé avec l’Opéra de Paris le 20 décembre 1842. Néanmoins, l’atmosphère délétère qui règne alors sous l’administration de Léon Pillet (1840-1847) et les lourdes obligations qui pèsent sur Meyerbeer depuis qu’il a été nommé directeur général de la musique de Prusse par le roi  Frédéric-Guillaume IV le 11 juin 1842 font que le compositeur délaisse sa composition pendant près de cinq ans. P. Kaminski rapporte que Meyerbeer a tout fait pour que le rôle de Fidès, qu’il avait écrit pour Pauline Viardot, ne soit pas créé par Rosine Stoltz, alors toute puissante en raison de sa liaison avec le directeur de l’Opéra ; de même, il s’oppose à ce que Gilbert Duprez, dont les moyens se sont amoindris, interprète le rôle de Jean de Leyde, préférant Gaetano Fraschini ou encore Mario.
Après le départ de Léon Pillet en juillet 1847, Meyerbeer reprend sa partition à son retour à Paris le 31 octobre 1847. Il se déclare insatisfait du résultat et entreprend une révision du livret avec Scribe au début de l’année 1848. Le 11 mars 1848, il signe un nouveau contrat avec l’Opéra de Paris et le 14 du même mois, il conclut un accord secret avec le poète Émile Deschamps avec lequel il avait déjà travaillé sur Les Huguenots pour apporter des modifications au texte de Scribe, à l’insu de ce dernier. Neuf réunions de travail sont organisées jusqu’au 25 mars, les changements consistant principalement à préciser le caractère du héros et les relations entre les trois personnages principaux : Jean, sa mère et sa fiancée.
C’est à ce moment que sont composés deux des plus célèbres morceaux de l’opéra : le prêche des anabaptistes du premier acte et la marche du couronnement qui ouvre le second tableau du quatrième acte. La partition est entièrement révisée, principalement du 10 juin au 30 août lors d’un séjour en Autriche (à Bad Gastein et à Bad Ischl), puis à Paris avant et durant les répétitions qui s’étalent du 13 septembre 1848 au 13 avril 1849. La création a lieu le 16 avril 1849.

## Création
La création est triomphale comme le relate Meyerbeer lui-même dans son journal :
« Du mardi 10 avril au dimanche 3 juin : Les nombreuses préoccupations avant et juste après la création du Prophète m’ont empêché de tenir à jour régulièrement mon journal. Nous avons eu 23 répétitions avec orchestre. Le lundi 16 avril a eu lieu la création qui a été très brillante. Roger a été rappelé après le deuxième acte, Madame Viardot et Roger après le quatrième acte, et moi-même après le cinquième acte quand je suis venu saluer avec tous les chanteurs. Des fleurs et des guirlandes ont accueilli mon apparition. Les dix premières représentations ont généré des recettes record, toujours comprises entre 9 000 et 10 000 francs, mais elles ont ensuite baissé nettement avec la reprise de l’agitation politique à l’approche des élections, la chaleur accablante et l’extension de l’épidémie de choléra. Parmi les interprètes, Madame Viardot mérite la palme, et je dois grandement la remercier pour ce succès. Madame Viardot, Madame Castellan et Herr Roger faisaient tous trois leurs débuts à l’Opéra dans Le Prophète. Presque tous les grands journaux, à l’exception de La Réforme (Castil-Blaze) et de La Musique (Frères Escudier), se sont exprimés en faveur de l’opéra. Le 4 mai est parue dans Le Moniteur ma nomination au grade de Commandeur de la Légion d’honneur sur proposition du Ministre de l’Intérieur Léon Faucher. Ni moi ni aucun de mes amis n’avions entrepris de démarche en ce sens.

La somme que j’ai reçue pour l’édition de la partition est la plus élevée jamais versée : Brandus a donné 19 000 francs pour les droits de publication en France, Delafield & Beale 17 000 francs pour la publication en Angleterre et le droit exclusif de représentation là-bas, Breitkopf & Hartel 8 000 francs pour les droits de publication en Allemagne, soit 44 000 francs en tout. Le Président de la République, Louis Napoléon, m’a invité à déjeuner peu après que le grade de Commandeur m’a été conféré. »
L’opéra commence alors sa course triomphale tout autour du monde et sa création à Vienne au début de l’année 1850 sous la supervision du compositeur marque l’apogée de la carrière artistique de Meyerbeer. Il écrit ainsi dans son journal :
« Jeudi 28 février : Répétition générale le matin avec orgue, chœur et orchestre jusqu’à deux heures de l’après-midi, ce qui était relativement tard compte tenu du fait que la création du Prophète devait commencer à six heures. Le désir d’avoir un billet a été très vif pendant des semaines : il a fallu débourser jusqu’à 100 florins pour une seule place économique. Dès neuf heures du matin, les gens ont commencé à faire la queue à l’extérieur du théâtre ; à midi, la foule était si dense sur la place devant la porte de Carinthie (où le théâtre est situé) que l’armée a dû intervenir pour contrôler la situation. À six heures, la représentation a commencé. Je dirigeais l’orchestre ; dès mon entrée, j’ai été reçu par une ovation longue et nourrie. J’ai été rappelé deux fois après le deuxième acte, deux fois après le troisième, trois ou quatre fois après le quatrième ; et après le cinquième, j’ai perdu le compte des rappels. (…) Du côté de l’orchestre, l’exécution a été très bonne et les chœurs ont été insurpassables. Ander a superbement chanté le rôle-titre ; il est incontestablement le meilleur ténor allemand actuel. Mademoiselle Zerr a également été tout à fait remarquable en Berthe, réussissant à être réellement impressionnante dans ce rôle ingrat, en particulier dans le trio du cinquième acte, d’une façon que n’a jamais approché Castellan à Paris. Par contre, Madame Lagrange a été insuffisante en Berthe, même si elle a bien chanté le rôle ; sa voix est atone, elle prononce mal l’allemand et n’a aucun don d’actrice. Les numéros qui ont remporté le plus gros succès ont été la cavatine de Berthe et le chœur de révolte au premier acte ; le quatuor au deuxième ; le duo féminin, la marche, la scène avec orgue et le final dans son ensemble au quatrième ; l’air, le duo et le trio au cinquième. Cela a été, avec l’aide de Dieu, un très grand succès. »

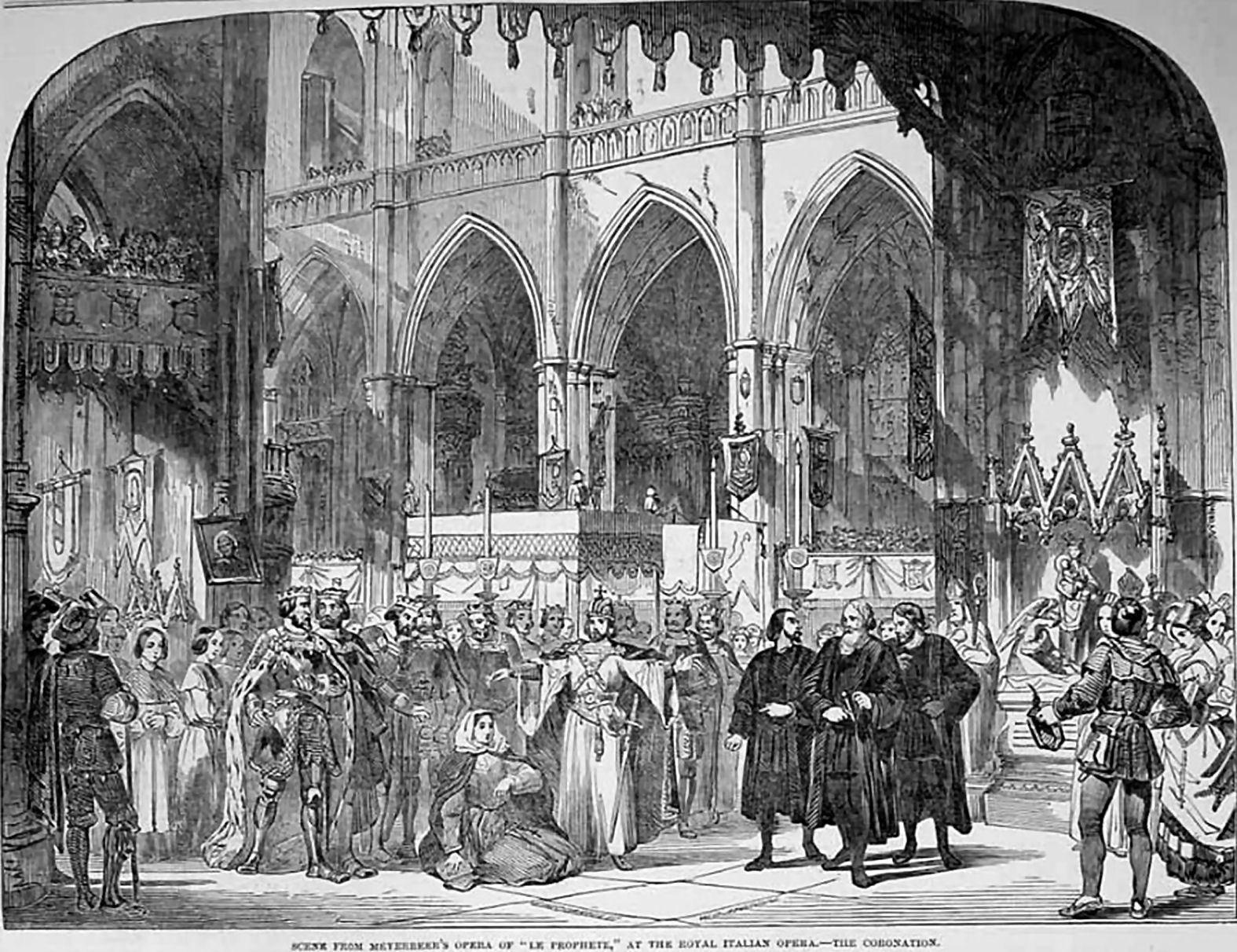
Scène du couronnement lors de la première de l'œuvre à Londres au Royal Italian Opera en 1849.

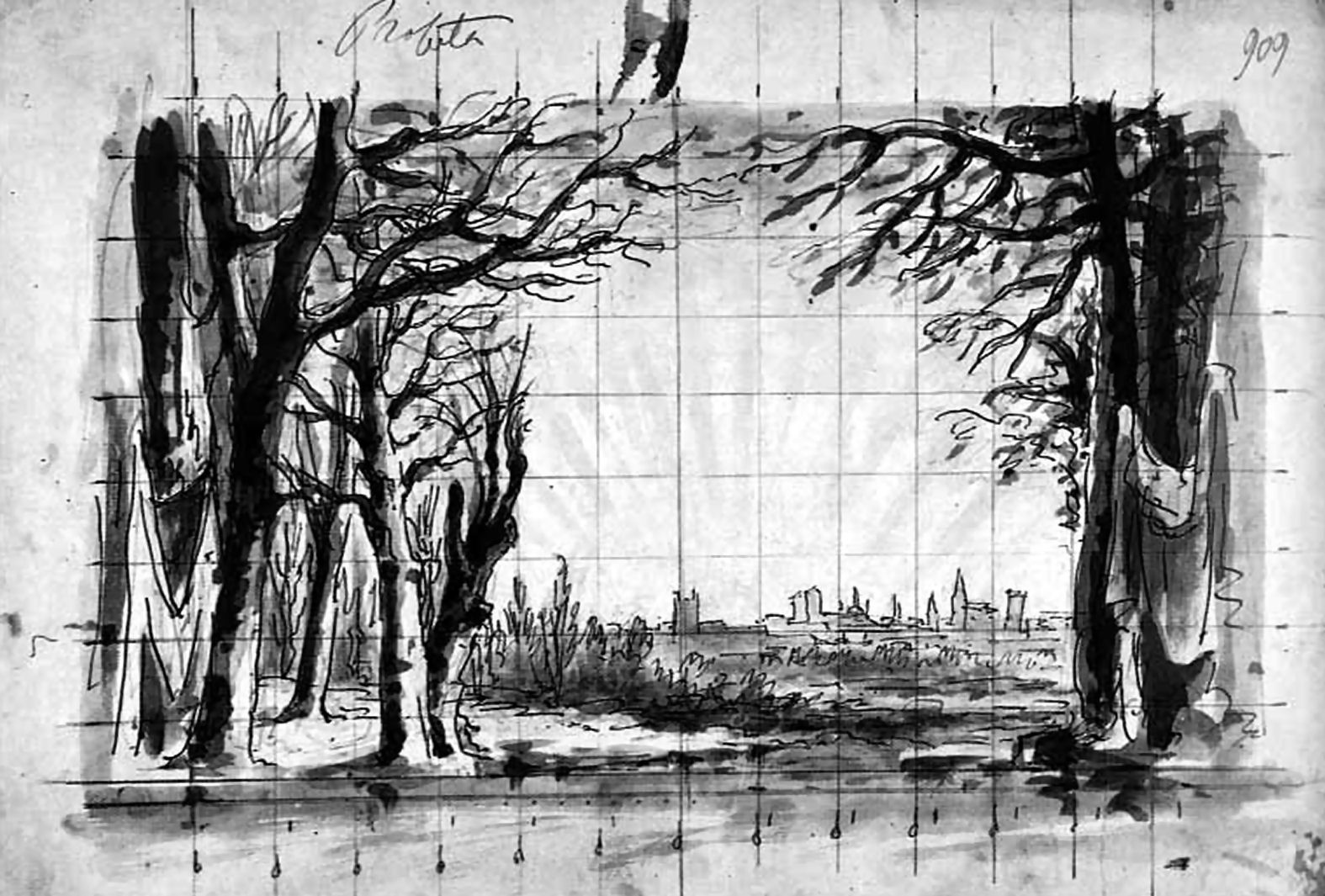
Esquisse du décor du troisième acte par Giuseppe Bertoja pour la première de l’œuvre à La Fenice de Venise en 1855.

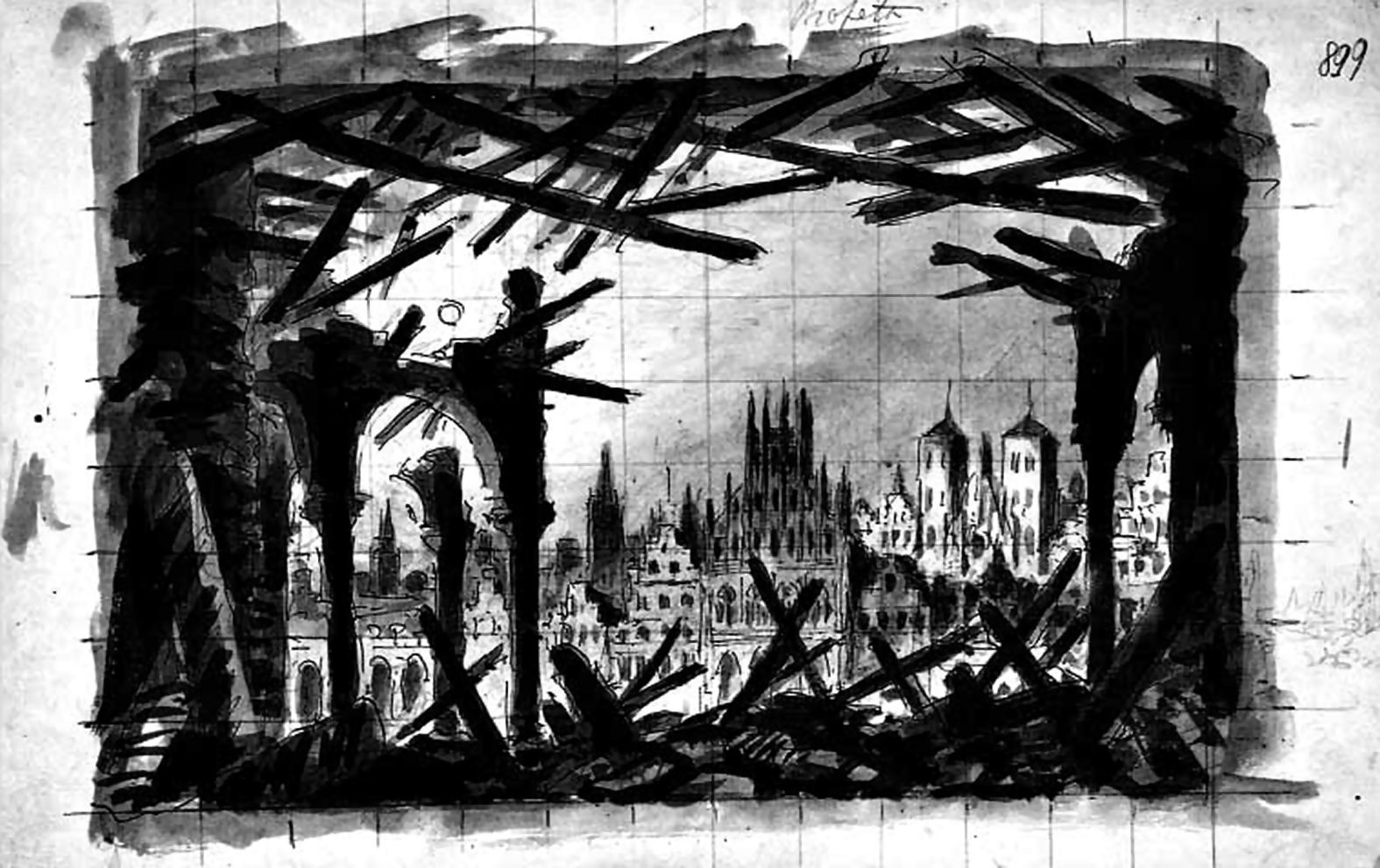
Esquisse du décor du deuxième tableau du dernier acte par Giuseppe Bertoja pour la première de l’œuvre à La Fenice de Venise en 1855.

À l’instar de Robert le Diable et des Huguenots, Le Prophète a remporté un immense succès dans le monde. Letellier rapporte que l’opéra a été représenté 573 fois à Paris (la centième représentation ayant lieu après 27 mois le 14 juillet 1851, la trois-centième après 273 mois le 15 janvier 1872, la dernière représentation datant du 29 mai 1912), 315 fois à Berlin (jusqu’en 1910), 251 fois à Hambourg (jusqu’en 1929), 180 fois à Vienne (jusqu’en 1911), 150 fois à Londres (jusqu’en 1895), 79 fois à Milan (jusqu’en 1885) et 56 fois à New York (jusqu’en 1915). Le Prophète devient l'œuvre favorite pour les galas officiels et les réceptions de chefs d'État : il est représenté pour célébrer l'élection de Louis Napoléon à la présidence de la République le 9 janvier 1852, pour accueillir la reine d'Espagne lors de sa visite en France le 30 septembre 1853 ou à l'occasion de la visite du roi des Belges à Berlin le 9 mai 1853.
En se limitant à la période 1849-1879, l’opéra est créé dans les villes suivantes :
- 1849 : Londres
- 1850 : Berlin, Dresde, Hambourg, Marseille, Amsterdam, Vienne, Schwerin, Francfort-sur-le-Main, Lisbonne, Darmstadt, Anvers, Cologne, La Nouvelle-Orléans, Budapest, Brunswick, Hanovre, Bruxelles, Graz, Cobourg, Prague
- 1851 : Dessau, Głogów, Mayence, Metz, Grenoble, Gdańsk, Toulouse, Stuttgart, Elbląg, Bordeaux, Bamberg, Constantinople, Detmold
- 1852 : Lille, Görlitz, Szczecin, Nîmes, Saint-Pétersbourg, Stockholm, Nuremberg, Florence, Sibiu
- 1853 : Nysa, Salzbourg, Magdebourg, Riga, Liège, Timișoara, Parme, Turin, New York
- 1854 : Avignon, Toulon
- 1855 : Dublin, Venise, Milan
- 1856 : Béziers, Dijon, Perpignan, Saint-Quentin, Tallinn, Meiningen, Helsinki, Livourne, Rouen
- 1857 : La Havane
- 1858 : Modène
- 1859 : Le Havre
- 1861 : Mexico
- 1863 : Barcelone, Alger, Milan
- 1864 : Melbourne, Sydney
- 1865 : Naples
- 1867 : Varsovie
- 1873 : Buenos Aires, Malte
- 1875 : Le Caire
- 1876 : Rio de Janeiro

La popularité de l’opéra se reflète dans les quelque 150 transcriptions, arrangements et paraphrases composés par, entre autres, Charles-Valentin Alkan, Friedrich Burgmüller, Ferruccio Busoni, Victor Alphonse Duvernoy, Henri Herz, Charles Ives, Louis-Antoine Jullien, Eugène Ketterer, Theodor Kullak, Franz Liszt, George Alexander Macfarren, Philippe Musard, Ernst Pauer, Giulio Regondi, Jean-Baptiste Singelée, John Philip Sousa, Isaac Strauss…
Pour R.I. Letellier, aucun autre opéra de Meyerbeer n’a autant inspiré Liszt. En 1849 et 1850, il compose pour le piano ses Illustrations du Prophète (S. 414) qui reprennent plusieurs moments de l’opéra, avec une transcription du ballet des patineurs particulièrement virtuose. En 1850, il écrit pour orgue une monumentale Fantaisie et Fugue sur le choral « Ad nos, ad salutarem undam » (S. 259), qu’il dédie à Meyerbeer, et qu’il adapte dans la foulée pour piano à quatre mains (S.624). L’attrait de la mélodie de Meyerbeer et la puissance de l’arrangement de Liszt sont tels que Busoni ne résiste pas, en 1897, à proposer sa propre transcription pour piano seul.

## Interprètes de la création
| Rôle                | Tessiture     | Distribution de la création (1849) Narcisse Girard, dir. |
| ------------------- | ------------- | -------------------------------------------------------- |
| Jean de Leyde       | ténor         | Gustave-Hippolyte Roger                                  |
| Fidès               | mezzo-soprano | Pauline Viardot                                          |
| Berthe              | soprano       | Jeanne-Anaïs Castellan                                   |
| Le comte d’Oberthal | baryton       | David Brémond                                            |
| Zacharie            | basse         | Nicolas-Prosper Levasseur                                |
| Mathisen            | baryton       | Gustave Louis Esprit Euzet                               |
| Jonas               | ténor         | Louis Gueymard                                           |

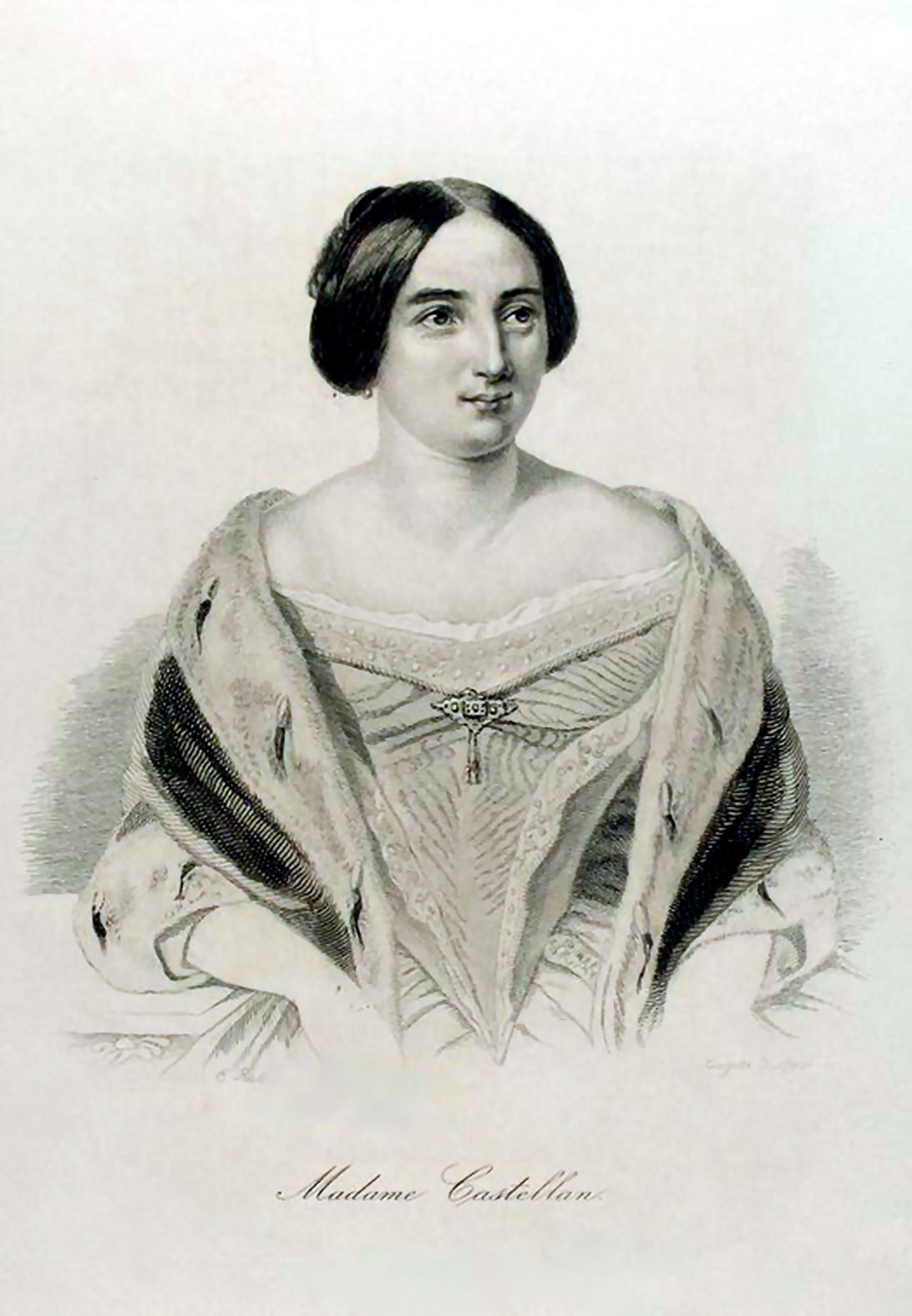
Jeanne-Anaïs Castellan, créatrice du rôle de Berthe
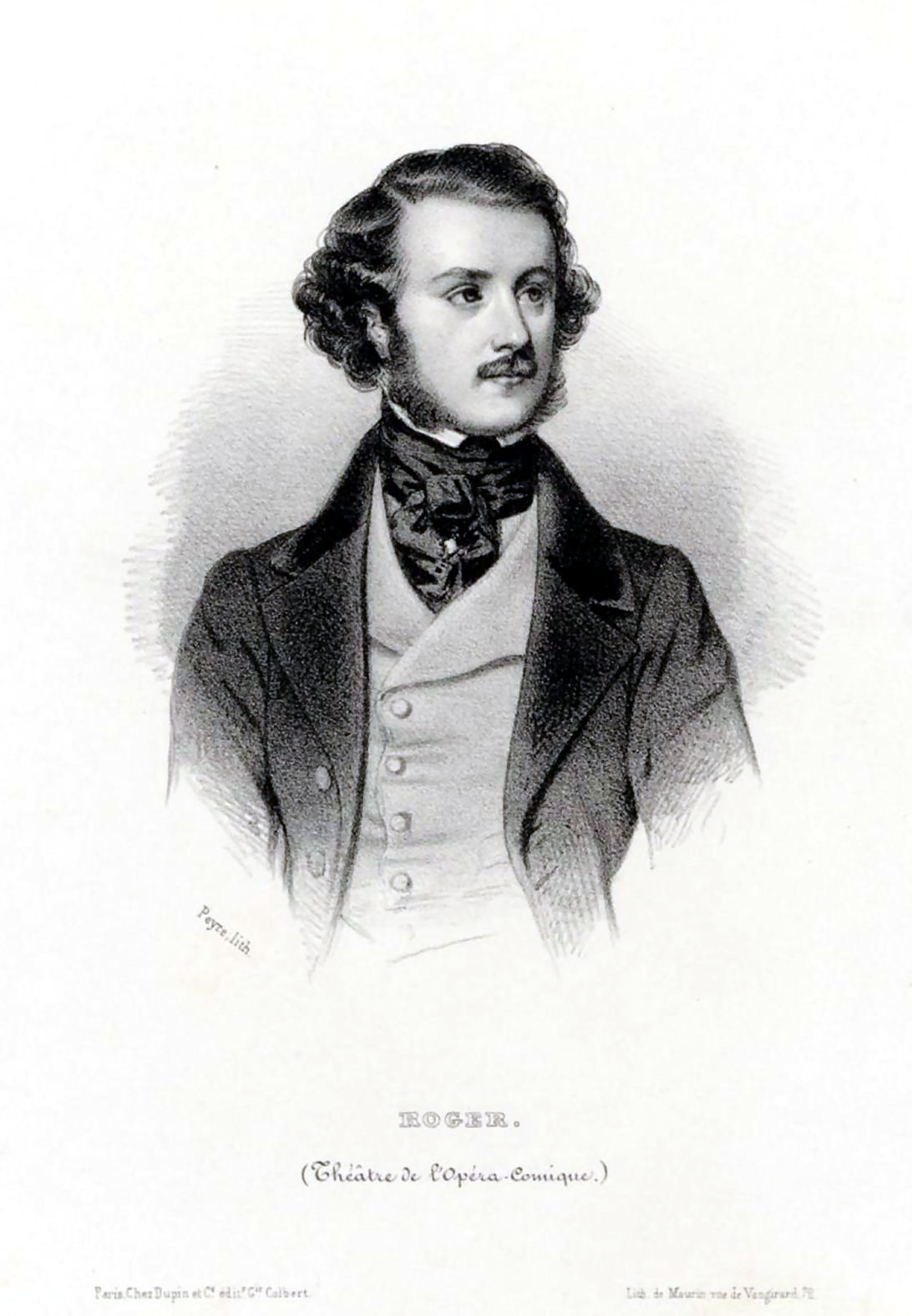
Gustave-Hippolyte Roger, créateur du rôle de Jean de Leyde
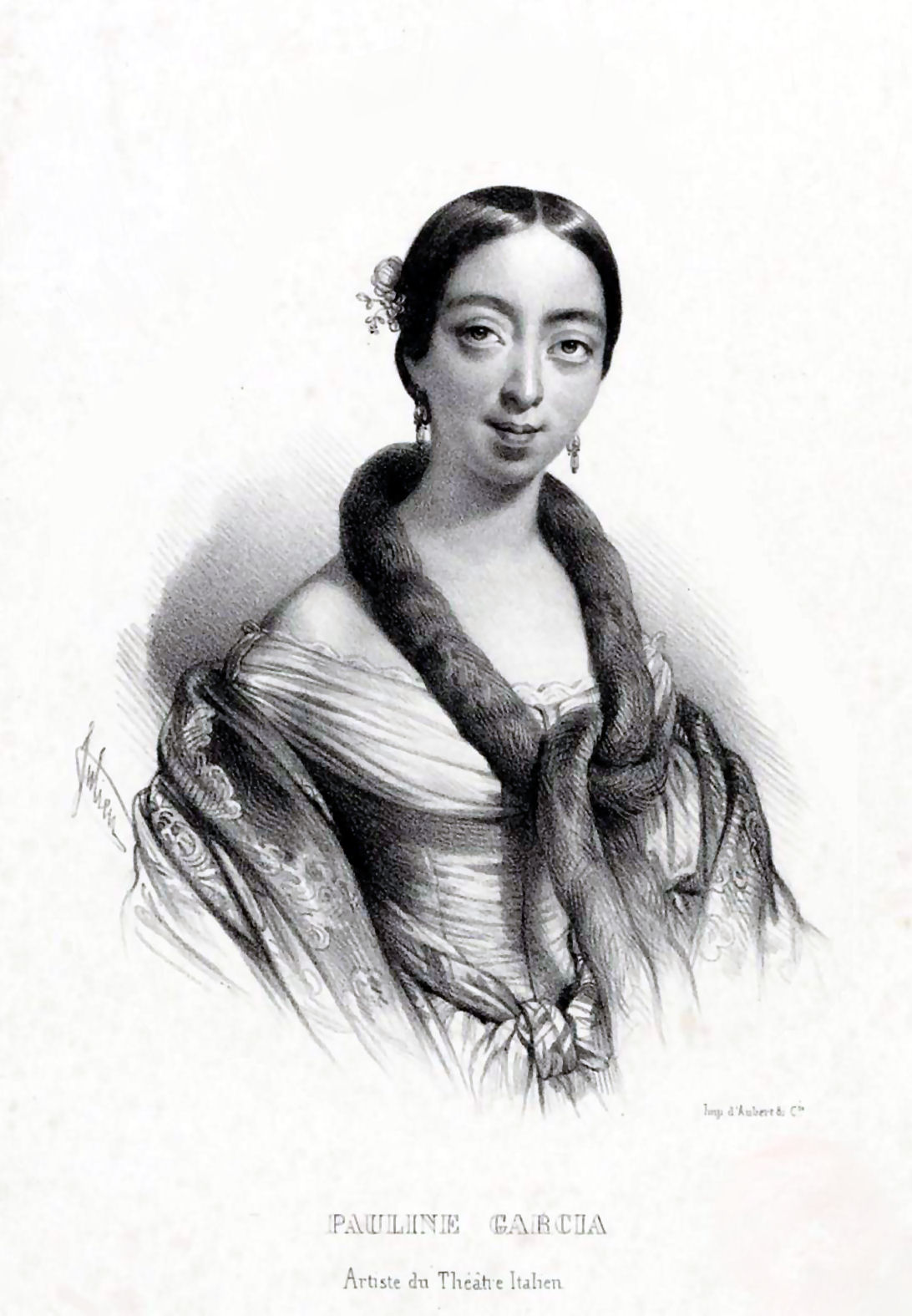
Pauline Viardot, créatrice du rôle de Fidès
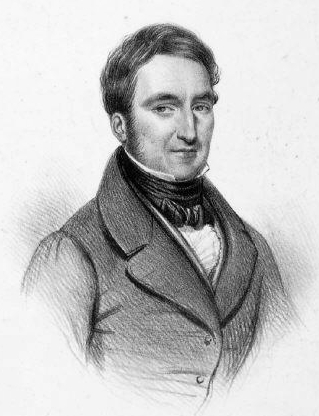
Nicolas-Prosper Levasseur, créateur du rôle de Zacharie

## Orchestration
| Orchestre en fosse |
| Cordes |
| Premiers violons, seconds violons, altos, violoncelles, contrebasses, 2 harpes |
| Bois |
| 1 piccolo, 2 flûtes 2 hautbois, 1 cor anglais, 2 clarinettes si bémol, 1 clarinette basse, 4 bassons                                                                                      |
| Clavier |
| 1 orgue |
| Cuivres |
| 4 cors, 4 trompettes (naturelles et à piston) 3 trombones, 1 ophicléide |
| Percussions |
| Timbales (3 pour le finale du troisième acte), triangle, cymbales, tam-tam, grosse caisse, caisse claire, cymbales antiques (jouées par le chœur d’enfants dans la scène du couronnement) |
| Musique de scène (scène du couronnement) |
| 18 saxhorns, 2 cornets à cylindres, 2 trompettes à cylindres, 2 tambours militaires |

## Analyse
Bien plus que Robert le Diable ou Les Huguenots, Le Prophète constitue l’archétype du « grand opéra à la française ». Peignant les affres de quelques individus emportés par des événements historiques qui les dépassent, le livret se distingue par une vision particulièrement sombre de la société et par des personnages complexes sur le plan psychologique, tout en faisant écho aux préoccupations de l'époque de la création. Les dimensions considérables de la partition musicale, qui fait appel aussi bien aux qualités vocales d’interprètes d’exception qu’à une orchestration recherchée et innovante, sont magnifiées par une mise en scène haute en couleur où tous les éléments (décors, costumes, éclairages, effets scéniques) sont mis à contribution pour fournir un spectacle extraordinaire.

### Un livret sombre et inhabituellement complexe

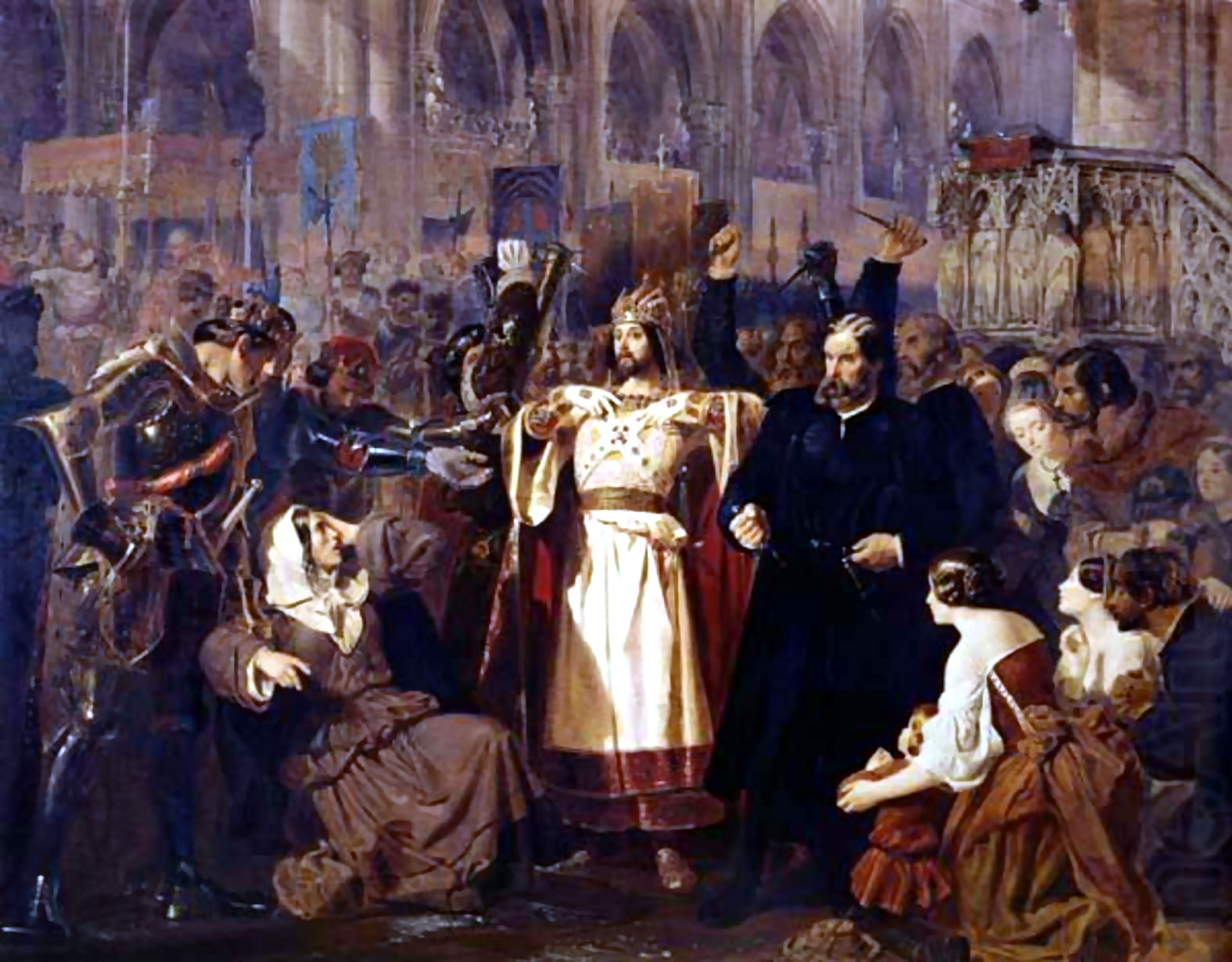
Scène de l’exorcisme où Fidès se voit contrainte par le « prophète » Jean de nier qu’elle est sa mère : tableau d’Edward Henry Corbould (1815-1905).

#### Une vision du monde pessimiste qui fait écho aux préoccupations de l’époque
La richesse et la complexité du livret ont particulièrement frappé les contemporains à la création de l’ouvrage. Théophile Gautier commence son compte-rendu dans La Presse en notant que « le choix du livret est (...) pour Meyerbeer d’une importance majeure » et que « la négligence italienne en fait de poème ne saurait (…) lui convenir » car « Meyerbeer est, depuis Gluck, le compositeur le plus essentiellement dramatique qui se soit fait entendre à l’Opéra : il a l’entente du théâtre au plus haut degré, et c’est, à notre sens, la qualité distinctive de son génie ».
Pour T. Gautier, Robert le Diable, Les Huguenots et Le Prophète « composent une immense trilogie symbolique pleine de sens profonds et mystérieux ». Chacun de ces opéras constitue selon lui une étape supplémentaire dans le processus de compréhension du monde qui nous entoure : on évolue ainsi d’une vision binaire où l’homme est le jouet d’un affrontement entre le Bien et le Mal (dans Robert le Diable) à l’idée que l’homme est maître de son propre destin et responsable de ses actes vis-à-vis de lui-même et d’autrui (dans Les Huguenots). Le Prophète illustre la volonté de l’homme à vouloir améliorer le monde, en soulignant la grandeur, mais aussi les dangers, de l’utopie dès qu’il s’agit de faire le bonheur des autres malgré eux. Pour reprendre les termes de T. Gautier:
« Robert le Diable, c’est le catholicisme avec ses superstitions, ses demi-jours mystérieux, ses tentations, ses longs cloîtres bleuâtres, ses démons et ses anges, toutes ses poésies fantastiques. Les Huguenots, c’est l’esprit d’analyse, le fanatisme rationnel ; la lutte de l’idée contre la passion, de la négation contre l’affirmation ; c’est l’histoire qui se substitue à la légende, la philosophie à la religion. Le Prophète, c’est l’hypothèse, l’utopie, la forme confuse encore des choses qui ne sont pas, s’ébauchant dans une esquisse extravagante. (…) Les trois phases principales de l’esprit humain s’y trouvent représentées : la foi, l’examen, l’illuminisme. La foi correspond au passé, l’examen au présent, l’illuminisme à l’avenir. »
Très nombreux sont les critiques de l’époque à être frappés par les correspondances entre le livret du Prophète et la période post-révolutionnaire des années 1848-1849 en France. T. Gautier  note ainsi que « les anabaptistes et les paysans ont des dialogues qu’on pourrait croire taillés dans la prose des journaux communistes ». Il observe plus généralement que « par une coïncidence bizarre, chacun de ces opéras se rapporte exactement au sens historique de l’époque où il a été fait ou joué. Robert le Diable, composé dans les dernières années de la Restauration, quoique joué plus tard, représente assez bien l’esprit chevaleresque, catholique et plein de retours au Moyen Âge de cette période. Les Huguenots, où les protestants ont le beau rôle, ne peignent-ils pas les tendances sceptiques, bourgeoises et constitutionnelles du règne qui vient de s’écouler ? Le Prophète semble fait à souhait pour les préoccupations du moment. »
Comme le reconnaît lui-même Meyerbeer qui qualifie la tonalité générale de son œuvre de « sombre et fanatique », la vision du monde véhiculée par l’opéra est particulièrement pessimiste : les trois anabaptistes ne prônent la révolution que dans leur propre intérêt ; trop lâches pour s’exposer directement, ils recherchent un leader charismatique qu’ils n’hésiteront pas à trahir lorsqu’ils sentiront le vent tourner. Mais le système ancien contre lequel s’élèvent les anabaptistes est loin d’être présenté de façon favorable : il est même, en la personne du comte d’Oberthal, très clairement condamné pour son arbitraire, son injustice et les abus de pouvoir qui lui sont inhérents. Quant au peuple, il est caractérisé successivement par sa couardise (au premier acte) et sa brutalité sanglante (au début du troisième). Juste avant de disparaître dans les flammes, Jean de Leyde énonce la « morale » de l’opéra :
« (aux anabaptistes) Vous, traîtres !
(à Oberthal) Vous, tyran, que j’entraîne en ma chute !
Dieu dicta votre arrêt… et moi je l’exécute !
Tous coupables… et tous punis !  »
Pour Kaminski, « rien n’exprime mieux l’amer désenchantement de Meyerbeer à l’égard du genre humain que la scène centrale du troisième acte où l’oppresseur masqué et les défenseurs des opprimés s’affrontent dans un trio bouffe dont le ton goguenard persiste même lorsque l’identité de l’ennemi est révélée. »

#### L’absence de héros et d’histoire d’amour

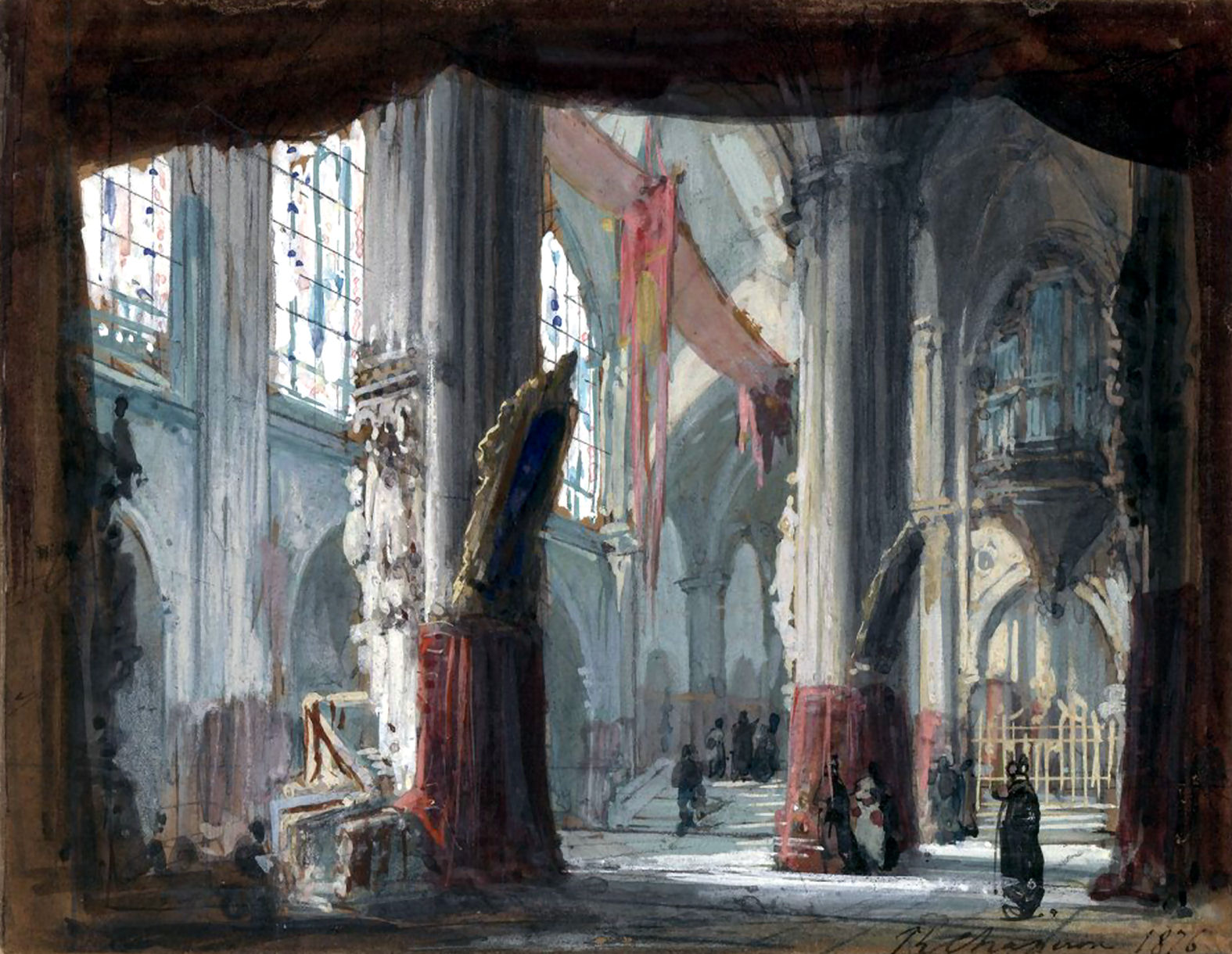
Esquisse de décor du deuxième tableau du quatrième acte par Philippe Chaperon pour la première de l’œuvre à l’Opéra Garnier (1876).

Contrairement aux usages, l’histoire d’amour passe très clairement au second plan dans le livret. Scribe préfère mettre l’accent sur des personnages à la psychologie inhabituellement fouillée.
Le premier de ces personnages est le « héros » (ou plus exactement l’antihéros) Jean de Leyde qui fait preuve d’un caractère plus affirmé que ces deux prédécesseurs, Robert de Robert le diable et Raoul des Huguenots. Même s’il conserve parfois les hésitations propres aux héros à la Waverley, Jean de Leyde semble bien davantage maître de son destin. Surtout, la nature profonde du personnage reste finalement ambigüe : est-ce un illuminé qui croit réellement à la mission que Dieu lui aurait confié (rêve prophétique du deuxième acte, vision de son attaque victorieuse sur Munster à la fin du troisième, cérémonie du couronnement) ? Ou sait-il qu’il n’est finalement qu’un usurpateur qui profite des circonstances (d’où sa mauvaise conscience et son repentir lorsqu’il affronte sa mère au dernier acte) ? Croit-il vraiment aux idéaux d’égalité et de justice sociale qu’il défend ? Ou n’agit-il que par vengeance ? Est-il manipulé par les trois anabaptistes ? Ou est-ce lui qui ne cesse de contrôler la situation ? Le livret ne tranche pas.
D’après R. I. Letellier, Scribe se serait inspiré du personnage du faux Dimitri présent dans le drame Boris Godounov de Pouchkine publié en 1831 pour faire le portrait d’un Jean de Leyde écartelé entre sa foi religieuse sincère et son imposture assumée à se présenter comme un prophète fils de Dieu. Le livret mentionne également à deux reprises le personnage de Jeanne d’Arc, présentée comme un chef de guerre agissant au nom de la foi : au deuxième acte, il représente l’idéal à atteindre ; au troisième, il met en évidence l’échec cruel de Jean qui, de son propre aveu, ne dirige qu’une troupe de bourreaux alors que « Jeanne d’Arc, sur ses pas, [avait] fait naître des héros ».
Pour mieux marquer la nouveauté radicale du personnage, Meyerbeer lui confie un chant de déclamation héroïque et de Heldentenor avant la lettre très différent de celui de Robert et de Raoul. Pour S. Segalini, il ne fait pas de doute que c’est « sur la voix de Jean (…) que Wagner construira son théâtre lyrique ». Plácido Domingo, qui a interprété le personnage au Wiener Staatsoper avec Agnes Baltsa en Fidès, qualifie le rôle de « très, très long et atrocement difficile » et le range, avec Samson de Saint-Saëns, Jean de Massenet et Parsifal de Wagner dans la catégorie spéciale des incarnations qui ont un rapport avec le mysticisme.
Le deuxième personnage remarquable du livret est Fidès, la mère de Jean. Il s’agit du personnage féminin principal, bien plus vivant et original que la conventionnelle fiancée Berthe. C’est une femme pieuse, qui adore son fils et qu’elle essaie de sauver à de nombreuses reprises, même si elle doit pour cela renier sa maternité et s’accuser d’avoir menti alors qu’il n’en est rien. La scène où Fidès remet en cause l’origine divine de son fils lors du couronnement est d’ailleurs un écho direct de la scène de La Pucelle d’Orléans, drame de Schiller paru en 1801, où le père de Jeanne d’Arc accuse sa fille de sorcellerie lors du sacre à Reims de Charles VII. Pour S. Segalini, le personnage de Fidès « fait de résignation et de douleur, d’autorité et de force est un des legs les plus passionnants du XIXe siècle car il porte en lui toutes les tares morales d’une éducation dont a été marquée la civilisation chrétienne. » À de rares exceptions près (cabalette héroïque « Comme un éclair précipité » du dernier acte), Meyerbeer ne confie pas au personnage d’airs particulièrement virtuoses ; il préfère inventer une sorte de déclamation lyrique qui renforce la crédibilité et la dignité de ce rôle de mère. Sur le plan musical, le rôle est particulièrement difficile et a été spécifiquement écrit pour la voix rare de Pauline Viardot. H. Lacombe rappelle d’ailleurs que Meyerbeer a explicitement prévu des indications de coupures, arrangements et autres simplifications afin de pouvoir s’adapter aux possibilités d’interprètes moins exceptionnels.
Enfin, le trio des anabaptistes, qui agit, parle et se déplace comme s’il ne s’agissait que d’une seule personne, est, pour R.I. Letellier, une heureuse trouvaille. Caricature de la Sainte Trinité, le trio personnifie l’hypocrisie, la trahison et les dangers de la démagogie.

#### La critique de Wagner des «effets sans cause»

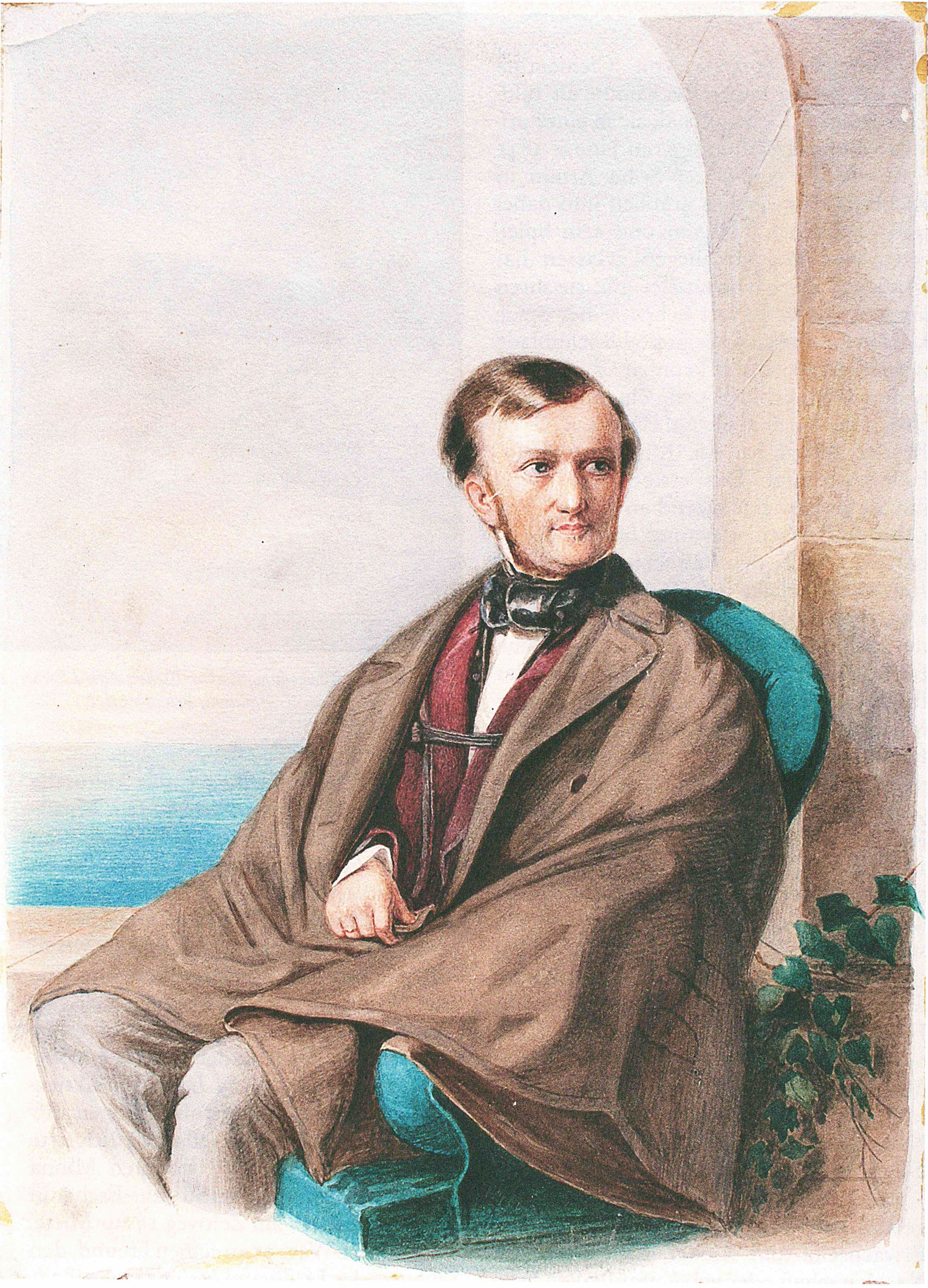
La célèbre critique de Wagner selon laquelle les opéras de Meyerbeer ne seraient qu’une succession « d’effets sans cause » a été formulée pour la première fois à propos du Prophète.

Le fait de prendre pour personnage principal de l’opéra un usurpateur est à l’origine de la critique célèbre de Richard Wagner selon laquelle les œuvres de Meyerbeer seraient caractérisées par une succession « d’effets sans cause ».
Dans Opéra et Drame (1851), Wagner met en valeur ce qu’il appelle le drame au détriment de l’opéra dans la mesure où ce dernier a « fait d’un moyen d’expression (la musique) le but, et réciproquement, du but de l’expression (le drame), le moyen ». De ce point de vue, Meyerbeer constitue un repoussoir absolu, dont le « tableau ne pourrait que nous remplir de dégoût », dans la mesure où il a rabaissé totalement la part faite au livret, « le musicien [étant] couronné comme le véritable poète ».
Wagner reproche en effet à Meyerbeer :
- D’être insensible à la beauté de la langue dans laquelle le livret est écrit : reprenant certains des arguments antisémites qu’il avait déjà développés (sous couvert de l’anonymat) dans Das Judenthum in der Musik (1850), Wagner attribue cette incapacité aux origines juives du compositeur. Plus précisément :

« Étant juif, il ne possédait pas de langue maternelle qui eût grandi en force avec son être intime : il parlait avec le même intérêt toutes les langues modernes et les mettait indifféremment en musique, sans aucune autre sympathie pour leur génie que celle qui résultait de leur docilité à se soumettre à volonté à la musique absolue.  »
- D’imposer à ses librettistes (et notamment Scribe) des modifications dictées dans un souci strictement musical et non pas dramatique. Ce faisant, Meyerbeer aurait fait avec le livret d’opéra ce que Berlioz[17] aurait accompli avec l’orchestre, privilégiant le plaisir de la nouveauté et de l’inouï, à la cohérence dramatique et à la poésie :

« Meyerbeer (…) ne voulait qu’un pot-pourri dramatique monstrueusement dérangé, historico-romantique, diabolico-religieux, libertino-bigot, frivole et pieux, mystérieux et impudent, sentimental et gredin, afin d’y trouver matière à une musique extrêmement curieuse (...). Il sentait qu’on arriverait à produire ce qui n’avait jamais encore été fait, avec toute la provision emmagasinée d’effets musicaux ramassés dans tous les coins en les entassant pêle-mêle, mélangés de poudre et de colophane, et en les projetant en l’air avec une effroyable détonation. Ce qu’il demandait donc à son poète était, dans une certaine mesure, la mise en scène de l’orchestre de Berlioz.  »
Afin d’illustrer cette soumission du texte à la musique, Wagner prend pour exemple la fin du troisième acte où Jean de Leyde galvanise ses troupes qui s’apprêtent à attaquer Münster alors que le soleil se lève. Cette scène serait caractéristique des opéras de Meyerbeer dans la mesure où elle constitue un « effet sans cause ». Pour Wagner, le lever du soleil n’a de sens poétique que s’il correspond à une émotion réelle du personnage, au « ravissement intérieur » d’un « héros enthousiaste ». Or, il n’en est rien puisque Jean de Leyde n’est qu’un usurpateur conscient de son insincérité et du caractère faux de la situation. Dès lors, le lever du soleil n’est pas la sublimation de l’état intérieur du héros, mais un effet, sans légitimité artistique, qui n’a d’autre intérêt que la prouesse technique qu’il constitue à être représenté de façon crédible sur une scène de théâtre.
L'objection de Wagner ne résiste pas à la lecture du livret. A l'acte II, scène II, Jean raconte aux trois anabaptistes son rêve où la foule l’appelle « David ! le Messie.. et le vrai fils de Dieu ! ». A l'acte II, scène VIII, après l’enlèvement de Berthe, alors qu’un des anabaptistes, Jonas lui dit « Jean ! Dieu t’appelle ! », celui-ci répond, « troublé » (c’est le livret qui le précise) : « Tu dis vrai ». Puis, Jean part avec lesdits anabaptistes (qui sont, eux, de faux prêcheurs) pour courir à la vengeance. Enfin, à la scène III de l'acte IV, Jean se dit à lui-même, juste avant d'être interpellé par sa mère : « Jean ! tu régneras !!! oui … c’est donc vrai ! … je suis l’élu, le fils de Dieu ! …». A aucun moment le livret ne laisse donc entendre que Jean est conscient d'être un usurpateur : la scène exaltée qui accompagne le lever du soleil (acte III, scène XII), et qui s'intercale entre les passages mentionnés ci-avant, est donc parfaitement justifiée dramatiquement.

Sans doute conscient du caractère simpliste de sa critique, Wagner y oppose immédiatement une objection à laquelle il répond de la façon suivante :
« On peut m’objecter : « Nous n’avons pas voulu de ton héros populaire : celui-ci n’est surtout qu’un produit ajouté par ton imagination personnelle de révolutionnaire ; nous avons voulu représenter au contraire un jeune homme infortuné, qui, aigri par le malheur, et égaré par de fallacieux agitateurs populaires, a été entraîné à des crimes qu’il expiera plus tard par un repentir sincère. » Je demanderai alors ce que signifie l’effet de soleil, et l’on pourra me répondre : « Cela est dessiné absolument d’après nature ; pourquoi le soleil ne se lèverait-il pas le matin ? » Ce ne serait pas une excuse très plausible à un indispensable lever de soleil ; toutefois, je persiste à croire que vous n’auriez pas eu à l’improviste l’idée de ce soleil, si vous n’aviez inventé une situation comme celle que j’ai indiquée ci-dessus ; la situation elle-même ne vous plaisait pas, mais vous aviez en vue son effet.  »

### Une nouvelle étape dans l’histoire du drame musical

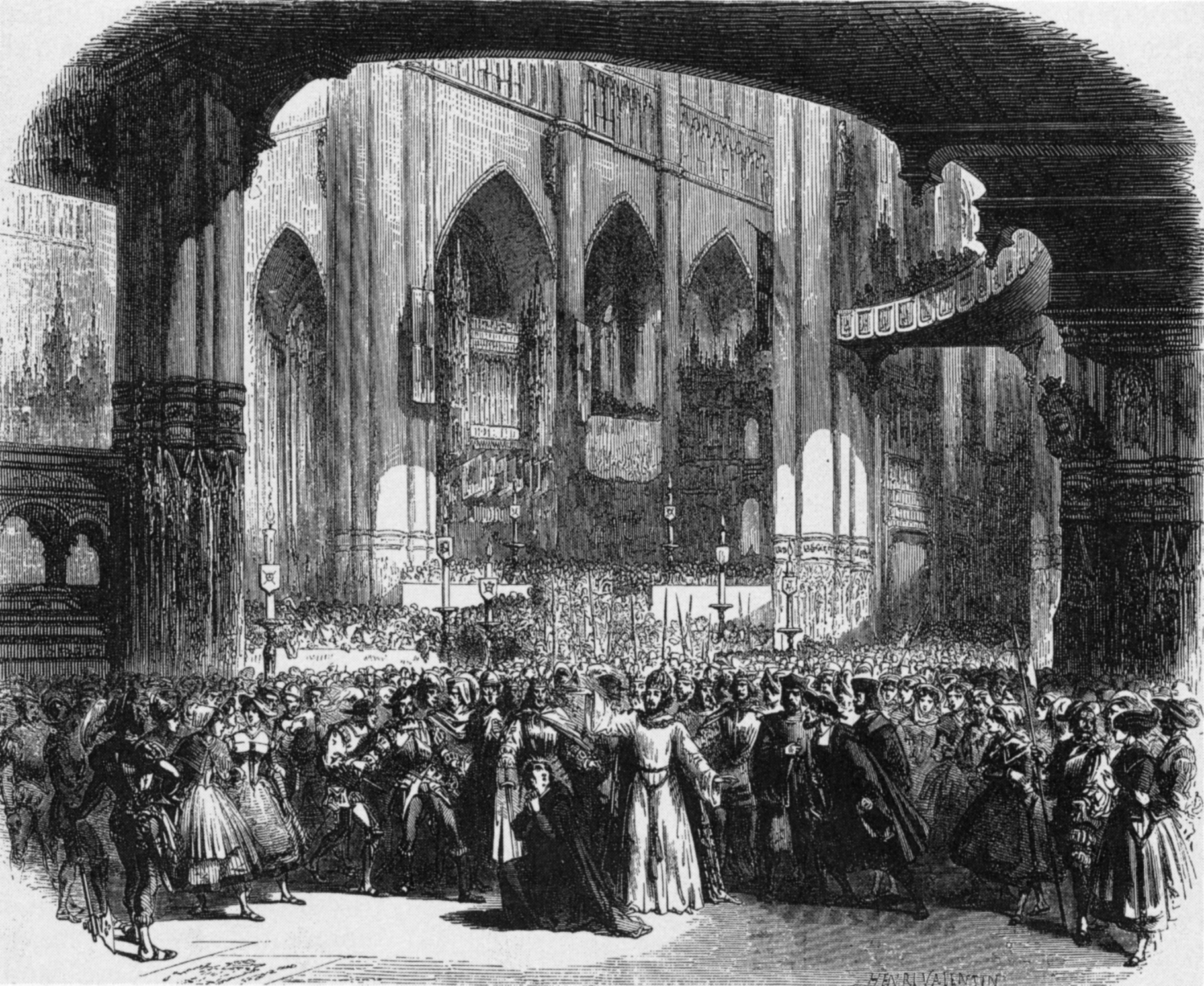
Scène de l’exorcisme du deuxième tableau du quatrième acte lors de la création de l’œuvre en 1849.

Selon R.I. Letellier, Le Prophète a des caractéristiques propres à un opéra et à un oratorio et c’est par ce mélange de deux genres différents que l’œuvre constitue une « nouvelle étape dans l’histoire du drame musical ». S. Segalini observe que l’allure d’oratorio parfois donnée par Meyerbeer à son opéra « contraste de manière saisissante avec le caractère grandiose des scènes d’ensemble. » L’utilisation ambivalente du chœur est à cet égard significative puisqu’il participe à la fois au recueillement de certaines scènes proches de l’oratorio et à la pompe et au fracas des moments les plus spectaculaires de l’opéra. Mais la principale innovation de l’œuvre consiste sans doute à créer un ton nouveau, plus narratif et plus à même de décrire « une situation psychologique qu’une sensation émotionnelle. »
Le premier acte est de tonalité essentiellement pastorale ; le deuxième est passionnément lyrique alors que le troisième est de nature épique en s’attachant à décrire des troupes de soldats fanatisés prêts à toutes les atrocités au nom de la foi et de Dieu. Le quatrième acte brosse la fresque éminemment impressionnante du couronnement tandis que le cinquième combine conflits personnels et effets spéciaux spectaculaires avec l’explosion du palais. Trois éléments, un religieux, un militaire et un pastoral, sont étroitement mêlés et imbriqués tout au long de l’œuvre, créant une tension croissante qui ne pourra se résoudre que par l’anéantissement de tous.
L’unité musicale de l’œuvre est assurée par l’existence de quelques thèmes récurrents : le principal est l’hymne anabaptiste « Ad nos, ad salutarem undam, iterum venite miseri », que l’on entend dès le premier acte avec l’apparition sinistre des trois anabaptistes. Il réapparaît au troisième acte lorsque Jean calme ses troupes qui viennent de subir une défaite, tout en les préparant à de nouveaux combats. Enfin, il accompagne au début du dernier acte les projets de trahison des trois anabaptistes.
Deux autres thèmes sont utilisés comme des motifs récurrents : l’un est relatif au rôle de prophète endossé par Jean. Il est entendu pour la première fois sous une forme déformée au deuxième acte lorsque Jean raconte le rêve qui le hante. Puis il s’affirme en tant que tel, avec une tonalité et un rythme différents, pour introduire la marche du couronnement du quatrième acte. R.I. Letellier observe que cette apparition du thème sous une forme altérée permet de souligner le caractère prémonitoire de la scène, bien avant l’audition de la mélodie définitive, et constitue une innovation significative de Meyerbeer à resituer dans le développement de l’usage du leitmotiv dans l’opéra.
Le dernier thème récurrent est de nature plus intime : il s’agit de la pastorale de Jean entendue pour la première fois au deuxième acte et qui sera reprise au troisième acte lorsque Jean déclare sa lassitude de mener une troupe d’anabaptistes voleurs et meurtriers, puis au cinquième acte quand Jean, Fidès et Berthe, réunis pour la première fois de l’opéra, rêvent au bonheur qui pourrait être le leur.

### Des effets inédits d’instrumentation
M.-H. Coudroy-Saghai rappelle que la partie orchestrale et chorale, « d’une somptueuse alchimie sonore, (…) acquiert des proportions inconnues jusque-là ». À ce titre, la scène la plus impressionnante est sans doute celle du couronnement où Meyerbeer combine l’orchestre dans la fosse, un chœur sur scène, et, derrière la scène, une fanfare de saxhorns, des chœurs mixtes, un chœur d’enfant et un orgue.
Meyerbeer s’attache à développer une instrumentation propre à chaque situation, avec une recherche approfondie en matière de timbre. Ainsi, le songe de Jean au deuxième acte est-il introduit par le cornet alors que la clarinette basse accompagne la cavatine de Fidès du cinquième acte. L’orchestration du récitatif de Jean juste avant la scène de l’exorcisme au quatrième acte est particulièrement admirée pour renfermer « une certaine succession [de] dissonances » faisant écho à la « forte dissonance morale [existant] réellement entre les paroles cruelles auxquelles est obligé le prophète, et l’amour filial que Jean de Leyde voudrait laisser parler ».

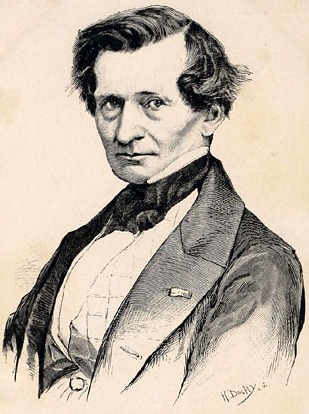
Berlioz est particulièrement admiratif de l’orchestration du Prophète, tout en déplorant l’existence de vocalises dans certains airs, contraires selon lui à la vérité dramatique.

Dans sa critique parue dans Le Journal des Débats, Berlioz recense tous les effets inédits d’orchestration de la partition : dès le chœur du premier acte « La brise est muette », il note « des effets neufs de pizzicato unis à des traits de petite flûte » ; dans le songe de Jean du deuxième acte, « une des grandes pages de la partition », « un thème admirable est d’abord proposé par un cornet placé sous le théâtre, un trémolo suraigu de violons accompagne la voix, puis le thème du cornet reparaît et circule dans tout l’orchestre jusqu’au mot maudit ! qu’un horrible et sourd hurlement instrumental semble lancer de l’enfer ».
Berlioz est particulièrement touché par la fin du deuxième acte où Jean écoute sa mère endormie le bénir dans son sommeil : dans cette scène, « la voix de Fidès n’est point en réalité entendue du spectateur ; l’orchestre la représente, et les fragments de l’air précédent de la vieille mère, reproduits par le cor anglais sous une harmonie de violons en sourdine, prennent un caractère aussi mystérieux que tendrement solennel ». Il apprécie également la complainte de la mendiante au début du quatrième acte, « bien humble, bien triste et merveilleusement accompagné[e] par l’accent lugubre des clarinettes dans le chalumeau » ; outre le « tumulte musical admirablement combiné » de la scène du couronnement, il note que « la question de Jean : Suis-je ton fils ? se répète sur deux accords de l’effet le plus saisissant et le plus inattendu, auxquels l’association des timbres de la clarinette basse et des violons divisés en trémolo à l’aigu prête un caractère extraordinaire. »
Au deuxième acte, Fétis note quant à lui « un effet absolument neuf dans les rythmes croisés de deux bassons imitant des pas précipités et le galop des chevaux, sur un temps de marche moderato exécuté par les clarinettes, cors, violons, alto et basses. Cet effet est destiné à indiquer la fuite précipitée de Berthe et la course des soldats qui sont à sa poursuite ; il produit une véritable illusion. »
Meyerbeer aurait souhaité pouvoir utiliser le saxophone qui venait d’être inventé ; néanmoins, il dut y renoncer, l’instrument n’étant pas encore d’une facture suffisamment fiable au moment de la création de l’opéra.

### Une exécution scénique particulièrement spectaculaire

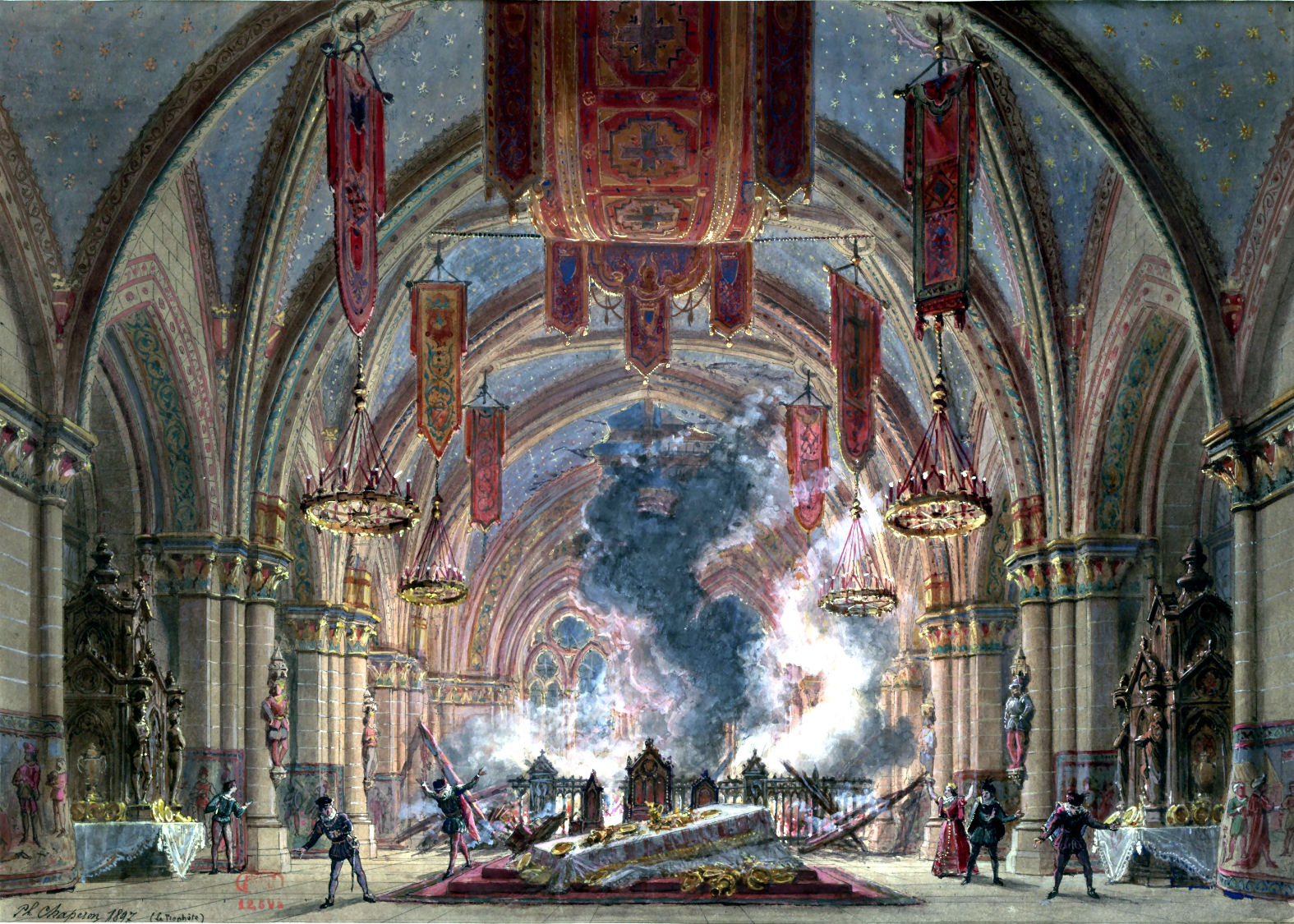
Esquisse du décor du second tableau du dernier acte par Philippe Chaperon pour une reprise de l’œuvre en 1897 à l’Opéra de Paris.

D’après Kaminski, la création est « d’un luxe sans précédent, même selon les standards de l’Opéra ». Le ballet des patineurs est particulièrement apprécié ; certains (à commencer par Berlioz) reprochent cependant aux danseurs, montés sur des patins à roulettes, d’être trop bruyants et de couvrir la musique.
M.-H. Coudroy-Saghai indique que « jamais l’intérêt visuel et artistique n’avait été porté aussi loin ». Les décors sont comparés par les critiques de l’époque à la peinture flamande du XVIe siècle, tandis que le lever du soleil à la fin du troisième acte utilise pour la première fois au monde sur une scène de théâtre la lumière électrique. Décrivant le décor du troisième acte, T. Gautier précise que « jamais peut-être l’art de la décoration n’a été porté plus loin : ce n’est plus de la peinture, c’est la réalité même. » Il est particulièrement impressionné par « ces dessous d’arbre estompés de vapeur, ce brouillard qui s’élève et ouate tout le paysage à l’approche de la nuit ; ce changement complet du blanc au noir, ce soleil perçant au matin les cinquante voiles de la brume et inondant le théâtre d’une lumière si vive que les acteurs ont des ombres portées, chose inconnue à la scène ; (…) ce ton gris, fin, argenté, cette localité d’hiver qu’on croirait transportés de Van de Velde et de Van der Heyden, et qui fait de la décoration de M. Desplechin, un véritable chef d’œuvre. »
L’incendie final est salué pour son réalisme et l’écroulement du palais constitue un point d’orgue spectaculaire à l’ensemble de l’exécution scénique. « Non moins que les décors et la mise en scène, la richesse des costumes et des accessoires, d’un luxe inusité, concourent dignement à l’effet général. »
Dans sa critique, parue dans plusieurs numéros de la Revue et gazette musicale de Paris, François-Joseph Fétis résume le sentiment général de la façon suivante :
« À l’égard des ballets, de la mise en scène, des décorations, de l’exactitude et de la fraîcheur des costumes, enfin de l’effet général de l’ouvrage, il n’y a pas d’exagération à dire que rien d’aussi beau, d’aussi complet, d’aussi saisissant n’a été donné à l’Opéra. Le troisième acte, avec sa campagne pittoresque, son lac glacé et ses danses animées, offre un ensemble charmant. Rien de plus beau et de plus nouveau que l’intérieur de la cathédrale de Münster ; rien de plus intelligemment disposé que la mise en scène du grand spectacle offert par la foule qui y est rassemblée ; rien de plus magnifique que la grande salle du palais au cinquième acte, et de plus saisissant que la scène de destruction qui termine l’ouvrage.  »

## L’influence duProphète
Verdi, qui assiste à la création, va être durablement influencé par l’opéra de Meyerbeer. Lors de la composition des Vêpres siciliennes, il écrira (en français) à son librettiste (qui se trouve être à nouveau Eugène Scribe) : « J’ai toujours dans mes yeux plusieurs [scènes], entre autres le couronnement de Le Prophète ! Dans cette scène, aucun autre compositeur n’aurait mieux fait que Meyerbeer ! ».
Comme le note Kaminski, le personnage de Fidès est le modèle de tous ses grands mezzo-sopranos dramatiques : Azucena, Eboli ou encore Amneris.
La scène spectaculaire du couronnement aura de nombreux échos dont les plus célèbres sont sans doute la scène de l’autodafé dans Don Carlos ou la marche triomphale d’Aida.
Le premier chœur des paysans aurait inspiré à Bizet la scène des cigarières de Carmen.
Le credo nihiliste de Jean dans la dernière scène du dernier acte sera repris par Tchaïkovski pour son Hermann de La Dame de Pique.
Ping, Pang et Pong de la Turandot de Puccini descendraient en ligne directe des trois anabaptistes.

## Autour duProphète
- Lors de la création, Léo Delibes, le futur compositeur de Lakmé alors âgé de treize ans, incarne un enfant de chœur pendant la scène du couronnement[14].
- Le succès de l’œuvre a très rapidement suscité des parodies ; ainsi, dès le mois de mai 1849, une « grande folie lyrique en 4 actes et 12 tableaux » intitulé L’Âne à Baptiste est donnée au Théâtre du Vaudeville à Paris. Il est précisé sur l’affiche que l’« on joue la parodie de cet ouvrage sur le grand Théâtre de la Nation. »[26]
- L’illusion de patineurs glissant sur la glace a été obtenue grâce à l’utilisation de patins à roulettes. Si ceux-ci ont été inventés à la fin du XVIIIe siècle, ils n’étaient jusqu’alors considérés que comme une curiosité sans grande utilité. Des fabricants profitèrent de l’occasion pour vendre, avec un certain succès, les « patins du Prophète »[27].
- Le ballet du troisième acte a été arrangé en 1937 par Constant Lambert, qui lui a ajouté quelques pages de L'Étoile du Nord, pour constituer le ballet Les Patineurs à l’intention du grand chorégraphe britannique Frederick Ashton.

## Discographie
- 1970 - Marilyn Horne, Margherita Rinaldi, Nicolai Gedda, Robert El Hage, chœur et orchestre de la RAI de Turin, Henry Lewis (dir.) – Myto Records MCD903-18 (3 CD) - chanté en français
- 1976 - Marilyn Horne, Renata Scotto, James McCracken, Jerome Hines, Ambrosian Opera Chorus, Royal Philharmonic Orchestra, Henry Lewis (dir.) – CBS M3K79400 (3CD) - chanté en français
- 2017 – Marianne Cornetti, Lynette Tapia, John Osborn, Tijl Faveyts, chœur de l'Aalto-Musiktheater , Orchestre philharmonique d'Essen, Giuliano Carella (dir.) – Oehms Classics OC 971 (3CD) - chanté en français
  - 2024 - John Osborn, Elizabeth DeShong, Mané Galoyan, James Platt, Edwin Crossley-Mercer, Guilhem Worms, Valerio Contaldo, Maxime Melnik, David Sánchez, Hugo Santos, chœurs de l'Opéra de Lyon et Maitrise des Bouches du Rhône, London Symphony Orchestra sous la direction de Sir Mark Elder - Enregistrement en direct depuis le festival d'Aix-en-provence, Juillet 2023 - Label conjoint London Symphony Orchestra et Palazzetto Bru Zane.